# Varga Katalin Gimnázium (Szolnok)
A Varga Katalin Gimnázium (2007-től hivatalosan Varga Katalin Gimnázium – Varga Katalin Secondary School) 1930-ban alapított középiskola Szolnokon, amely 1936 és 1951 között Bánffy Katalin nevét viselte. Épülete, az Obermayer–Hubay-féle bérház a város egyik legrégebbi épülete. A Szabadság tér 6. alatt, a Tisza és a Zagyva torkolatától nem messze található.
Az intézményben magyar–angol két tanítási nyelvű képzés és modul alapú tehetséggondozás is folyik. A kétnyelvű képzés keretében a matematika, fizika, biológia és történelem tantárgyak oktatása angol nyelven történik. Ezen felül az Arany János Tehetséggondozó Program egyik alapító bázisiskolája. A '70-es évek végén az iskola Magyarországon egyedüliként UNESCO-kutatás helyszíne volt. A felvételi arány minden évben legalább 85%-os. Nemzetközi kapcsolatairól, nemzetközi programjairól és újító szellemű oktatáspolitikájáról is híres.

## Története
A szolnoki m. kir. állami leánylíceum alapításáról 1930. július 4-én döntött a Vallás- és Közoktatásügyi Minisztérium. Az intézmény felállítását július 7-én engedélyezte dr. gróf Klebelsberg Kuno miniszter az 540–0–11/1930 számú rendeletben. Az első igazgató a Verseghy Ferenc Gimnázium akkori igazgatója, Wollek Géza lett, az első tanár pedig dr. Vatter Ilona. Ez volt a második női középiskola Jász-Nagykun-Szolnok vármegyében. Az alapítást dr. Elek István, városi főorvos szorgalmazta a női egyenjogúság nevében, valamint az ő (özv. Engel Viktorné nevéről szóló) 250 pengős segélydíj-alapjából történhetett meg. A líceum iskolaforma mellett azonban azért döntöttek, mert feleslegesnek és nehéznek tartották a latin nyelvet a lányok számára.
A tanítás 1930. szeptember 1-jén kezdődött az állami polgári leányiskola épületében (a mai Belvárosi Általános Iskola), Ellmann Elvira igazgatónőnek köszönhetően. Jelenlegi épületébe 1932-ben költözött, és ugyanebben az évben a budapestvidéki tankerületből a debrecenibe osztották (VKM. 28.480/1932). 1935. február 1-jétől dr. Kurucz György lett az iskola igazgatója, így az önálló életet kezdhetett (VKM. 36.831/1934). Közkívánatra 1935-től a latin nyelvet is kötelezően oktatták, mellyel folyamatosan gimnáziummá vált (VKM. 3000/1935, 1942-től már minden osztály gimnáziumi), azonban a nőnevelés problémája még évekig téma volt a helyi sajtóban. Az iskolában 2008-ban szűnt meg a latinoktatás. 1936-tól Bánffy Katalin nevét viselte az iskola. Ettől kezdve az intézmény teljes neve m. kir. állami Bánffy Katalin leánygimnázium (VKM. 42.110/1935. V). Az első érettségi vizsgákat 1938-ban tartották. A második világháború alatt az épület megrongálódása miatt a Verseghy Ferenc Gimnáziumban folyt a tanítás.
1951-ben Varga Katalin erdélyi kisnemes asszony (1802–1852), a bányászjobbágyok jogainak védelmezője után Varga Katalin Általános Leánygimnáziumra változott az intézmény neve, de a Bánffy Katalin nevet még ma is őrzi az iskola alapítványának neve (Bánffy Katalin – Varga Katalin Alapítvány). Itt alakult meg 1957-ben az első szolnoki KISZ-alapszervezet. Később két, majd négy osztálynak délután kellett iskolába járnia a létszámemelkedés miatt, ezért 1962-ben a Vargából kivált a tanárok és diákok egy része, akik megalapították a Tiszaparti Gimnáziumot. Szintén ekkoriban kezdődött meg a koedukált oktatás, melyhez az iskola neve is – Varga Katalin Gimnázium – alkalmazkodott.
Három gimnázium van Szolnokon, mint a mesebeli embernek három lánya. Kettő szép és díszes, a harmadik – Hamupipőke. Mi vagyunk Hamupipőkék, el kell fogadnunk ezt a tényt, ha kissé mélabúsan is. De gondoljunk arra, hogy szorgalmas munkájával, jóságával, szerénységével éppen Hamupipőke érdemelte ki a királyfit.
1970-ben kezdték el kikísérletezni a fakultációs rendszert, s 1971 szeptemberétől ilyen formában folyik az oktatás, mely mára már országos szabvány. 1977–78-ban a Magyar Tudományos Akadémia Pedagógiai Kutatócsoportja ajánlására az UNESCO Neveléstudományi Intézete a Vargát választotta a permanens neveléssel kapcsolatos kutatása helyszínéül dr. Mihály Ottó és dr. Bernáth József vezetésével. Ez lényegében megegyezik az élethosszig tartó tanulás elvével, mely alapelve az Európai Unió oktatáspolitikájának. Szintén itt kísérletezték ki az előrehozott érettségi rendszert 1971 és 1981 között.
Kísérletek voltak továbbá családi életre nevelő, orientációs és egyéb tantárgyak bevezetésére is. Az egyik sikeres projekt a studium generale tantárgy volt, melynek részét képezte a könyvtárismeret, tanulásmódszertan, pszichológiai gyakorlatok (önismeret, kreativitás), logikai gyakorlatok, retorika és disputa is.
Úgy gondolom, hogy a 70-es évek alapozták meg egyértelműen az iskola országos hírnevét, sőt talán mondhatjuk európai ismertségét.
1988-ban indult a magyar–angol két tanítási nyelvű képzés (az országostól eltérően négyéves formában), majd 2000-ben – az Oktatási Minisztérium pályázatát elnyerve – az Arany János Tehetséggondozó Program. 2007-től a két tanítási nyelvű iskolákra vonatkozó törvény értelmében a neve Varga Katalin Gimnázium – Varga Katalin Secondary School lett.
A gimnázium adott otthont 2004-ben és 2016-ban a nemzeti, 2009-ben a regionális Európai Parlament Modell ülésnek. Az elektronikus napló teljes körű bevezetésére 2008-ban került sor, majd ugyan abban az évben elindult a Magyar Nemzeti Bank pályázata nyomán a pénzügyi ismeretek oktatása. 2009-ben a gimnázium fogadta a Comenius elnevezésű európai fizikaprogramot.
A Varga Katalin Gimnázium emlékkönyvében 1970-től 1980-ig megtalálhatóak olyan nevek, mint Darvas József, Czine Mihály, Koczkás Sándor, Bata Imre, Simon István, Nagy László, Jókai Anna, Csoóri Sándor, Sánta Ferenc, Berek Katalin, Jancsó Adrienne, Cs. Németh Lajos, Kállai Ferenc, Kass János, László Gyula és Marosi Júlia, kik többnyire rendhagyó irodalomórát tartottak a Verseghy Ferenc Megyei Könyvtárnak és a Művelt Nép Könyvkiadónak köszönhetően. A rendhagyó irodalomórák hagyománya továbbra is fennmaradt.

### Épület

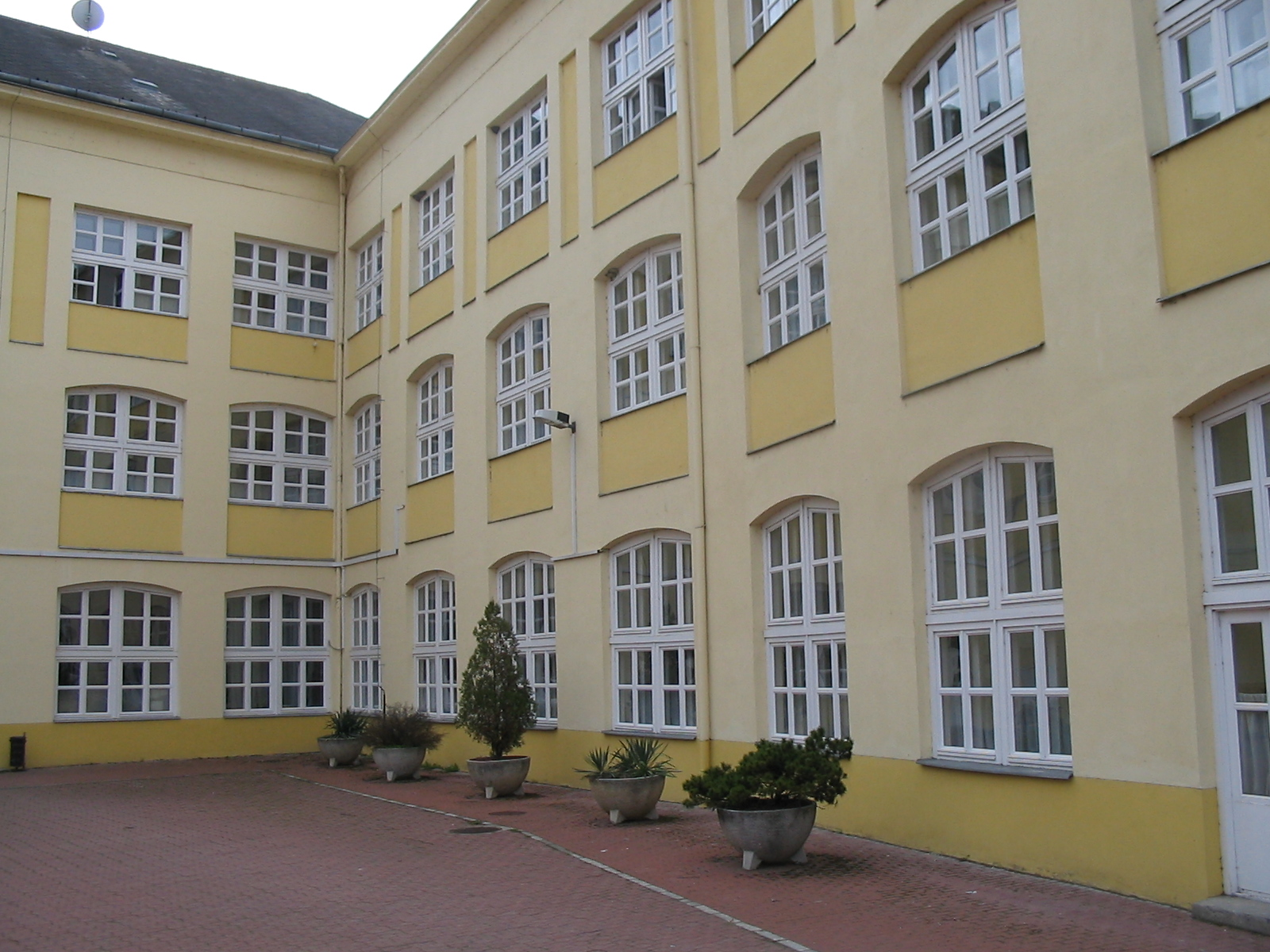
Az épület régi szárnya a 2000-es években

1856-ban épült neoklasszicista műemlék jellegű lakóház. A Kulturális Örökségvédelmi Hivatal adatbázisában Obermayer–Hubay-féle bérház néven van feltüntetve, törzsszáma 3929, helyrajzi száma 1565, KSH-kódja 27854. Eredetileg „L” alaprajzú, kétemeletes, kontyolt nyeregtetős, alápincézett, zártsorú beépítésű sarokház, udvarán utólag beüvegezett szegmentíves árkádokkal. Azóta a tetőtér is beépítésre került, valamint az „új szárny” megépítésével csonka „U” alaprajzúvá vált. Utcai homlokzatain a szinteket párkány választja el; a földszinten félköríves, az emeleteken egyenes szemöldökű ablakok nyílnak. A földszinti terek boltozottak, az emelet síkfedésű. Bent, a „régi szárnyban” háromkarú, öntöttvas korlátos lépcső található. A bővítéssel újabb lépcsőházat is a birtokába vehetett az iskola. Állapotát kielégítőnek jelölik meg, jogi státusza szerint műemléki védelmű. Obermayer Lajos ácsmester építtette bérházként, majd Hubay Ferenc vásárolta meg 1860-ban. 1881-től törvényszék működött benne, később 1891 és 1932 között posta.
Az intézmény 1932-ben költözött az épületbe, melyet akkoriban ideiglenes otthonának szántak. Az alapításkori egyezményben kikötötték, hogy Szolnok csak úgy kap állami leányközépiskolát, ha megfelelő épületről és berendezésről a város gondoskodik. A megfelelő épület kiválasztása később sem történt meg, a lakóház pedig a többszöri átalakítások ellenére ma sem teljesen alkalmas az oktatási intézmény megfelelő szolgálatára. Az alkalmas tantermek és felszerelés hiánya mindig gondot okozott a gimnázium számára, rendszeresen fordul ilyen irányú kérésekkel a városvezetéshez.
Kezdetben az épület csak egy részét alakították át az iskola számára, míg a többi részében lakók, illetve zeneiskola, óvoda és fúvószenekar volt elhelyezve. Csak 1935. augusztus 1-jétől adták át a középiskolának a teljes épületet. Az épületet évről évre fokozatosan alakították át. Az 1937–38-as tanévben a gimnázium tornateremet kapott, mely azóta öltözőkkel és konditeremmel bővült. Tetőszerkezete 2008-ban került javításra, azonban méretei és állapota miatt az iskola pályázati úton próbálja újjáépíttetni.
1940-ben felújították a teljes gerendázatot, de 1962-ig még kétszer kellett kiüríteni az épületet. A második világháborúban súlyos károkat szenvedett. Jóval később a gerendákban találtak egy éles bombát.
Az „új” szárnyat 1989-ben építették, melyben újabb tantermek, egy ebédlő, egy előtér, egy zsibongó kapott helyet, és a belső díszudvar is kibővülhetett. Helyén korábban egy patika és egy lakóház állt.
Amikor megépült a tornaterem, egybeépült egy másik épülettel, mely szintén a gimnázium része. Jelenleg egy tanterem és a testnevelő tanárok szobája található benne, korábban tanári lakás. Egy kihelyezett emléktábla szerint: „E házban született Dr. Balogh Kálmán a magyar gyógyszerésztudomány nagymestere 1835. szeptember 29-én”.

### Könyvtár
Az iskola 2221 kötetből álló gyűjteménye 1944-ben, a második világháborúban megsemmisült. A könyvtári állomány diákok felajánlásaiból kezdett újra gyarapodni. 1959-ig 2278 kötet gyűlt össze. A könyvtár teljes értékű könyvtári funkciót csak 1972-től tölthetett be, a fakultációs rendszer bevezetésével. Azóta a könyvtár olvasótermi funkcióval bővült, és 1980-ban 12 197 kötetet számlált. Az iskolában oktatnak könyvtárismeretet, és működött könyvtár szakkör.
A könyvtár azóta is folyamatosan gyarapodik mind a könyvtári munkát, könyvtári szolgáltatásokat segítő eszközökben, mind dokumentum-állományában, ami jelenleg 23133 db dokumentumból (könyv, CD, DVD, DVD-ROM, CD-ROM ) áll.
A fejlődés egyik lépéseként 2001-ben a könyvtárat az iskolán belül új helyre költöztették, aminek következtében külön légtérbe került a szabadpolcos kiválasztó övezet és az akkor már számítógépekkel felszerelt olvasóterem.
A jelenlegi, modern iskolai könyvtári környezet azonban A Varga Katalin Gimnázium tanulást segítő tereinek infrastrukturális fejlesztése című projekt keretében valósulhatott meg 2019. októberében. Mára hagyománnyá vált, hogy a könyvtár igazi közösségi térként hozzájárul a tanulók és dolgozók iskolai munkájához, emberi és szellemi gyarapodásához, s hogy helyet ad könyvtári és iskolai programjainknak.

### Igazgatók
Az iskola igazgatói:
1. Wollek Géza[ig 1] (1930–1935)
2. Dr. Kurucz György (1935–1941)
3. Andor János (1941–1944)
4. Valent István (1944–1945)
5. Nevelős Ágoston (1946–1947)
6. Balogh Lajos (1947–1948)
7. Mohácsi Ilona (1948–1949)
8. Szalay Jánosné Miklósi Ilma (1949–1957)
9. Cseh Andrásné Szívós Éva (1957–1962)
10. Dr. Bartha Lászlóné dr. Lakatos Gizella (1962–1969)
11. Dr. Páldi János (1969–1985)
12. Botka Lajosné Lukács Julianna (1985–2002)
13. Molnár László (2002/03 [megbízott], 2003–)

1. ↑  A Vallás és Közoktatásügyi Minisztérium 540–0–11/1930 rendeletében a városi fiúgimnázium igazgatóját bízta meg a líceum vezetésével. Csak öt év után indult az iskola független története. Később felvette a Voltay nevet.

## Programok

### Korábban
Az iskola mindig általános gimnáziumi képzést adott, az idővel változó szakokkal. Amikor először két osztály indult évfolyamonként, az egyik osztály reál, a másik humán tagozatos lett, 1957-től pedig a reál osztályból kettőt indítottak a humán mellett. 1959-től technikai tagozat is létrejött. Ismert az 1966-ban indult a német–orosz szak. 1970-től, miután a gimnáziumban kifejlesztették a fakultációs rendszert, az osztályok jellegét a választott tantárgyak határozták meg.

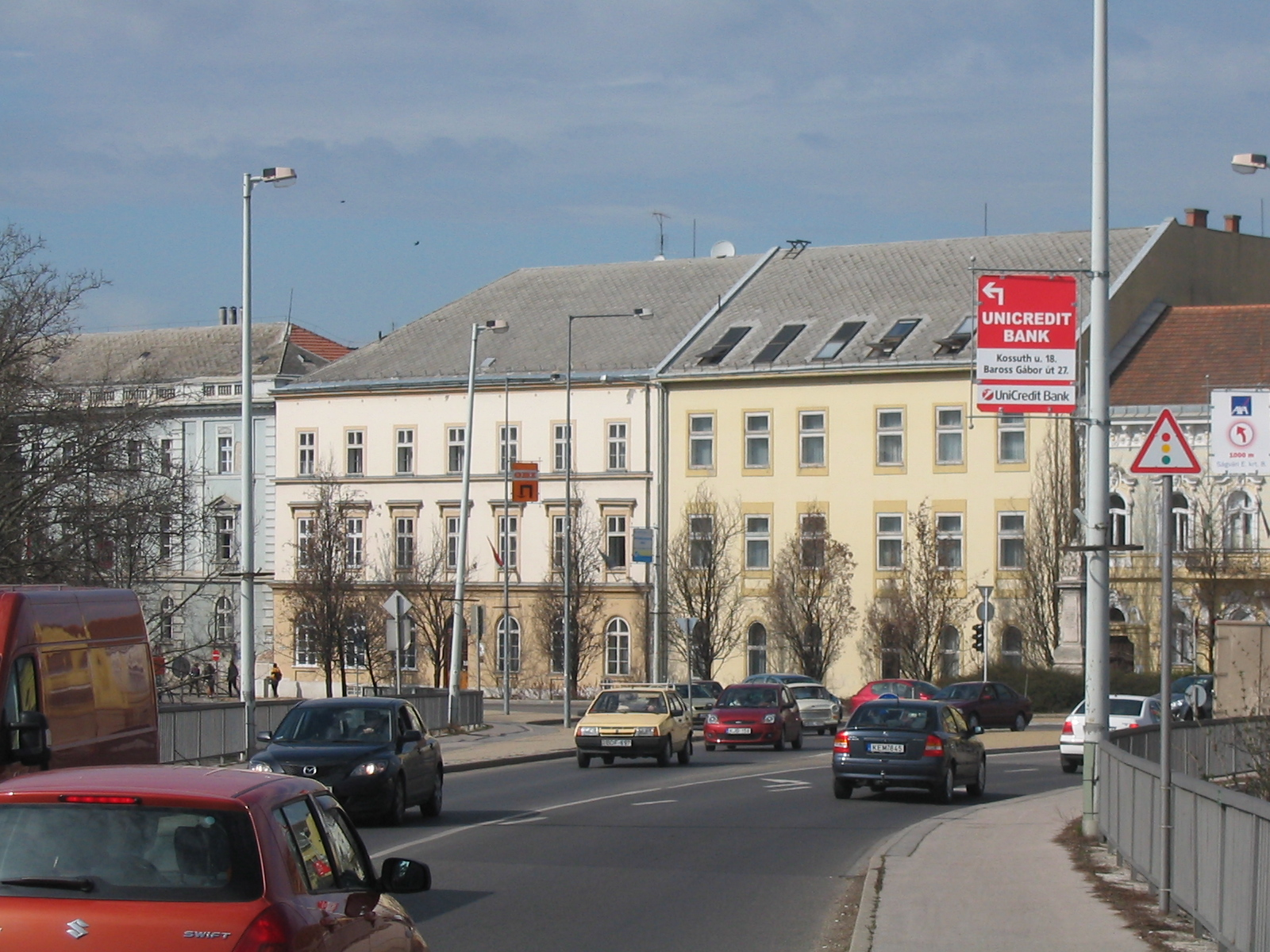
A gimnázium a Tisza hídjáról

#### Technikai tagozat
| Betűjel     | D    |
| Képzési idő | 4 év |

Az 1980-as évek előtti tagozatok közül csak a technikai tagozatról maradt részletesebb leírás. Az 1959/60-as tanévben indították a tagozatot, amikor az iskola történetében először négy elsős osztály járt a gimnáziumba. Célja az volt, hogy a fiatalok megtalálják a helyüket a technikailag rohamosan fejlődő világban, valamint bepillantást nyerjenek a gazdasági élet elméleti és gyakorlati részébe. A politechnikai oktatásban résztvevők először a mezőgazdasággal ismerkedhettek meg: a hat napos tanítási hét esetükben öt napra rövidült, a hatodik napot pedig a Kertészeti Vállalatnál töltötték. Négy év elvégzése után a tagozat tanulói az érettségi bizonyítvány mellé oklevelet is kaptak.

#### Matematika-német emelt szintű
| Betűjel     | D           |
| Diáknyelv   | matek-német |
| Képzési idő | 4 év        |

A 9. és 10. évfolyamon a matematika és a német nyelv tárgyakat emelt szinten tanították, a 11. évfolyamon pedig a tanuló maga dönthette el milyen irányban akar emelt szintű oktatásban részesülni. A 10. évfolyamban részt vehettek a program számára szervezet reutlingeni csereprogramban. A programba folyamatosan csökkent a jelentkezési arány, sőt a 2007–2011-es osztály felének az első nyelve az angol volt. Ezért ez volt az utolsó osztály a képzésben.

### Ma
Jelenleg négy osztály indul minden évben:

#### Arany János Tehetséggondozó Program
| Betűjel     | A    |
| Rövidítés   | AJTP |
| Képzési idő | 5 év |

A program 2000 óta működik, amikor az Oktatási Minisztérium kiválasztott húsz iskolát pályázat útján, ahol elindult az 5 éves tehetséggondozó képzés. Ide olyan tehetséges fiatalok felvételizhetnek, akik valamilyen szempontból hátrányos helyzetűek. A beiskolázás a minisztériumon keresztül történik. Az első év előkészítő, ennek az osztálynak az összes tanulója kollégiumban lakik. Egy hónapban legalább egyszer bent kell a kollégiumban maradni egy egész AJTP osztálynak programhétvége alkalmából, amikor az ország valamely részére elutaznak, a program lehetőséget kínál belföldi és külföldi tanulmányi kirándulásokra. Az öt év folyamán a program tanulói ECDL okmányt, B típusú jogosítványt és egy idegen nyelvből (a Vargában angol) középfokú nyelvvizsgát kaphatnak, rendszeresen részt vesznek a Pécsi Művészeti Fesztiválon.

#### Matematika-angol emelt szintű
| Betűjel     | B           |
| Diáknyelv   | matek-angol |
| Képzési idő | 4 év        |

A matematika-angol program tanulói az első két tanév során emelt óraszámban tanulják a matematikát, valamint angol nyelvóráik számát heti egy angol társalgás óra egészíti ki. A matek-angolos osztályok diákjai nagy arányban választanak gazdasági, mérnöki vagy informatikai pályát. Amennyiben érdeklődési területük mégis más irányba fordul, természetesen van lehetőség az utolsó két tanévben más tantárgyak emelt szinten történő tanulására.

#### Magyar–angol két tanítási nyelvű
| Betűjel     | C              |
| Diáknyelv   | kéttan(nyelvű) |
| Képzési idő | 4 év           |

Az 1988. szeptemberében indított magyar-angol két tanítási nyelvű képzés évfolyamonként egy-egy osztályban működik. A négyéves gimnáziumi alapképzés sajátossága az angoltanulás magasabb óraszámban, amelynek részeként minden évfolyamon legalább három közismereti tantárgyat célnyelven (angolul) tanulnak a diákok. A közismereti tárgyak közül a matematika, fizika, biológia, történelem, földrajz és célnyelvi civilizáció tanítása történik angol nyelven. A program sikeres elvégzése – a sokszínű felsőoktatási továbbtanulás mellett – C1 szintű, komplex típusú, államilag elismert nyelvvizsga-bizonyítvánnyal egyenértékű érettségi bizonyítvány megszerzését is jelenti. A természetes idegennyelv-használat fejlesztését szolgálja az állandó anyanyelvű lektortanár jelenléte.

#### Általános tehetséggondozó program
| Betűjel     | A                  |
| Diáknyelv   | általános, modulos |
| Képzési idő | 4 év               |

Választható modul a művészi és gyakorlati kommunikáció (humán érdeklődés) vagy a történelem.
A művészi és gyakorlati kommunikáció modul keretében a diákok gyakorolják az előadó-művészetet, kreatív írást tanulnak. A történelem modul fő célja azon készségek fejlesztése, amelyek szükségesek a történelem érettségi minél eredményesebb teljesítéséhez, témája a Kárpát-medence történelmi múltjának és jelenének megismerése. Az elméleti ismeretek hatékony elsajátítását az élménypedagógia módszerivel ötvözve (drámapedagógia, projektmunka, kirándulások, múzeumlátogatások) kívánjuk elérni.

#### Biológia-kémia program
| Betűjel     | D                 |
| Diáknyelv   | biké, biosz-kémia |
| Képzési idő | 4 év              |

Fél osztályban magas szintű tantárgyi felkészítés biológiából, kémiából, a 9-10. évfolyamon a két tantárgy oktatása emelt óraszámban történik. Korszerű eszközökkel felszerelt természettudományos laboratóriumban készítjük fel diákjainkat emelt- és középszintű érettségi vizsgákra, a diákok részt vehetnek diákkutatásokban, melyekről a gimnázium által szervezett természettudományos diákszimpóziumon számolhatnak be, az egyetemi programok látogatása során betekintést kaphatnak kutatói munkába is. Iskolánkban működik az országos hálózattal működő tehetséggondozó program, a Nemzeti Tudósképző Akadémia területi központja.

#### Informatika (programozás) program
| Betűjel     | D          |
| Diáknyelv   | infó, digi |
| Képzési idő | 4 év       |

Fél osztályban a kötelező tananyag mellett kiemelt szerepet kap a programozás (C#, Python) és a robotika. Hangsúlyosan szerepel a tanmenetekben az aktuális trendek megismerése, különféle alkalmazások használata: képszerkesztés, videószerkesztés, 3D-tervezés, és -nyomtatás.

## Eredmények
Az iskola diákjai rendszeresen érnek el előkelő helyezéseket tanulmányi versenyeken (például OKTV), ösztöndíjakon.
Az Oktatáskutató és Fejlesztő Intézet 2004-es rangsora alapján az írásbeli felvételi dolgozatok átlagai szerint 9. az országban, egy általánosabb listában pedig a 15. helyen állt, mindkettővel Jász-Nagykun-Szolnok megyében az első. A HVG 2013-as listáján az ország legjobb két tanítási nyelvű gimnáziumok rangsorában az első helyet érte el. 1998-ban megkapta a Jász-Nagykun-Szolnok Megyéért Díjat. Rendszeresen részt vesz a 24 órás vetélkedő szolnoki városi rendezvényén: az egyik feladat teljesítéseként 2005-ben az RTL Klub híradójába is bekerült, 2007-ben második, 2008-ban első, 2009-ben negyedik helyezést ért el.
A Kossuth Lajos Tudományegyetem (ma Debreceni Egyetem) Természettudományi Karától „pro universitate” plakettet kapott (mely pedig megkapta a „Varga Katalin Gimnáziumért” plakettet). Rendszeresen kérik fel nemzetközi programok szervezésére, segítésére. 2008-ban például az iskola diákjai a EU-HUROMEX elnevezésű nemzetközi tűzoltó-találkozón tolmácsoltak.

## Partnerkapcsolatok

### Belföldi kapcsolatok
A gimnáziumot partneriskolájává fogadta a Szegedi Tudományegyetem és a Semmelweis Egyetem. A Nemzeti Tankönyvkiadó referencia iskolája. A Minőségirányítási Program alapján a gimnázium partnerkapcsolatot ápol továbbá a következő intézményekkel, vállalkozásokkal: Arany János Programiroda, a beiskolázásban elsősorban érintett általános iskolák, Európai Információs Pont (Europe Direct), British Council, Önfejlesztő Iskolák Egyesülete, Két Tanítási Nyelvű Iskolák Egyesülete, Megyei Pedagógiai Intézet, Humán Szolgáltató Központ, Városi Nevelési Tanácsadó, Contact, SI-CO Kft., Tisza Park Kft.

### Nemzetközi kapcsolatok 1997 óta
Azon iskolák listája, melyekkel cserediák vagy más kapcsolatban volt, vagy van az iskola:
| Iskola neve                                                                     | Helye                         |
| ------------------------------------------------------------------------------- | ----------------------------- |
| Albert Einstein Gymnasium                                                       | Németország, Reutlingen       |
| Vaskivuoren lukio (Vaskivuori Upper Secondary School)                           | Finnország, Vantaa            |
| Vámbéry Ármin Gimnázium (korábbi nevén: Magyar Tannyelvű Gimnázium)             | Szlovákia, Dunaszerdahely     |
| Atlantic College                                                                | Wales, Llantwit Major         |
| Concordia University                                                            | USA, Wisconsin, Mequon        |
| Kent School of English                                                          | Anglia, Broadstairs           |
| Gould Academy                                                                   | USA, Maine, Bethel            |
| Kilwinning Academy                                                              | Skócia, Kilwinnig             |
| Immaculata Instituut                                                            | Belgium, Brugge–Sint-Michiels |
| Växjö Katedralskola                                                             | Svédország, Växjö             |
| Shoham High School (תיכון שוהם)                                                 | Izrael, Shoham                |
| Kopernik Liceum (I Liceum Ogólnokształcącego im. M. Kopernika w Bielsku-Białej) | Lengyelország, Bielsko-Biała  |
| Niftarlake College                                                              | Hollandia, Utrecht–Maarssen   |
| Schola Europaea, I. brüsszeli intézmény (Ecole Européenne de Bruxelles I Uccle) | Belgium, Brüsszel             |
| Theresianische Akademie Wien (Öffentliches Gymnasium der Stiftung)              | Ausztria, Bécs                |
| Hilda-Gymnasium Koblenz                                                         | Németország, Koblenz          |

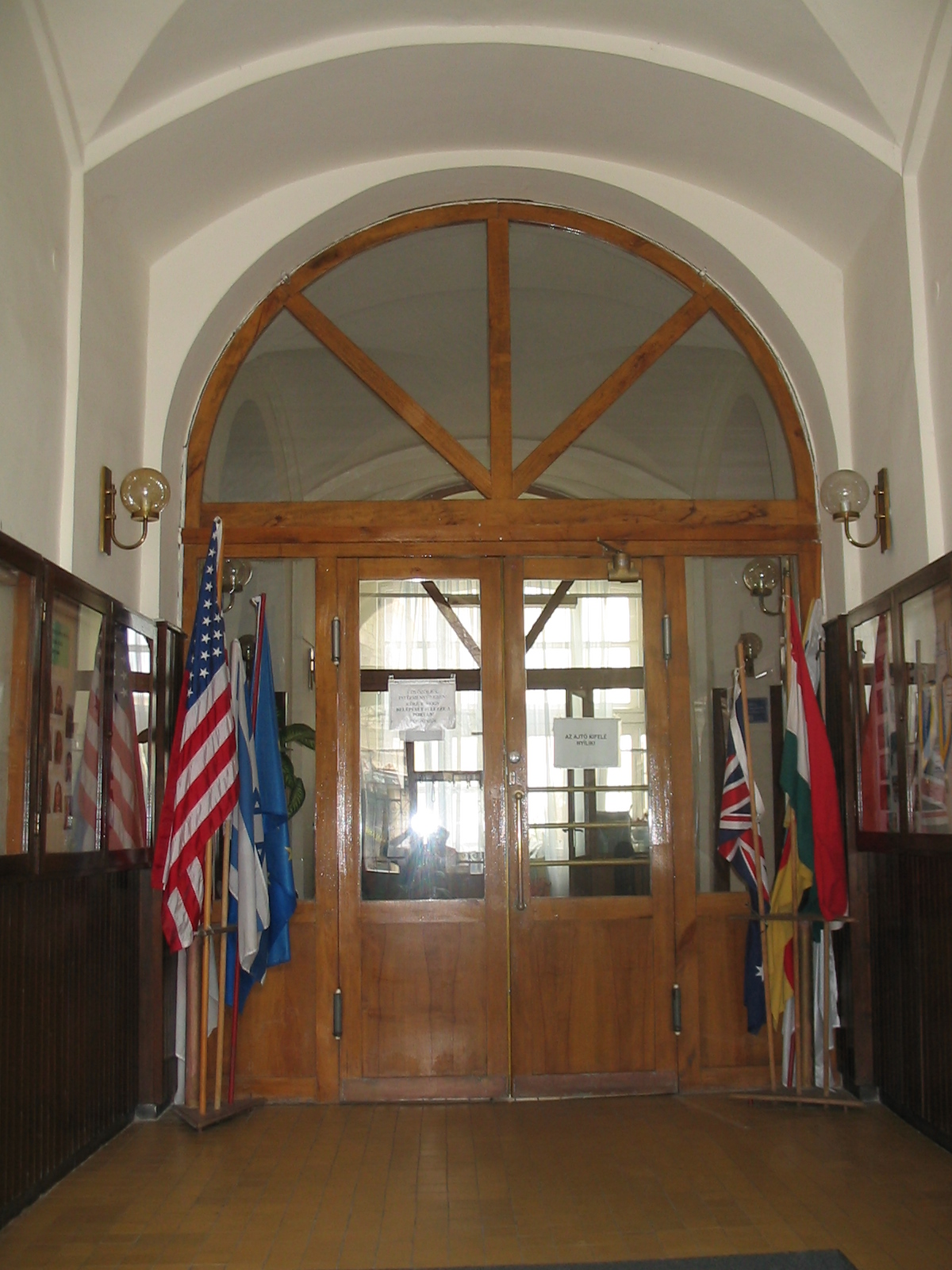
A gimnázium előtere

Egy-egy csereprogram gyakran egy-egy osztály programjához, vagy egy-egy diákkörhöz kapcsolódik. Ez azt jelenti, hogy elsősorban az abban részt vevő diákok jelentkezését várják, ők elsőbbséget élveznek, de a többi tanulónak is lehetősége van részt venni a programban. Az iskola kapcsolatban áll a strasbourgi Európai Parlamenttel (az Euroscolán keresztül). Szintén cserekapcsolatot ápol Szolnok testvérvárosának, a Japánban található Juza városának tanácsával. A „Játék napja” elnevezésű program keretében partnerkapcsolatokat szerzett továbbá a franciaországi Somme és az angliai Durham megyében.

## Diákélet
Az 1930-as és ’60-as évek között kötelező volt az egyenruha viselete. Ez a következőket jelentette: „sötétkék matrózruha fehér gallérral és kézelővel, fehér bluz kék gallérral és kézelővel előirás szerint. Télre sötétkék, nyárra fehér egyenkalap, fehér cérnakeztyü.” Később ehhez külön csatlakozott a „fehér kéksávos munkaruha a mindennapi iskolai használatra, télen sötétkék kabát”, majd a tavaszi kabát, azonban már alapításkor „minden tanulóra kötelező intézeti tornaruha és tornacipő beszerzése is.” Ennek az utóbbinak „jogutódja” az úgynevezett „vargás póló”, mely ma is kötelező viselet a gimnázium testnevelés óráin. Az egyenviselet hagyománya 2010-ben éledt fel, amikor megjelent az ünnepségeken és versenyeken kötelező, Varga-logóval díszített nyakkendő és kendő.

### Hagyományok
A Varga Katalin Gimnázium hagyományai elsősorban a rendszeresen megrendezett programokban jelennek meg, de oktatási és egyéb jellegű tradíciókkal is büszkélkedhet. Nagy hagyománya van például a színházlátogatásoknak, a táncháznak vagy az írók, irodalmárok és színészek által tartott rendhagyó irodalomóráknak.

#### Katalin-nap
A Katalin-nap (újabban Katalin-hét) a vargás diákélet legfontosabb eseménye. Novemberben (Katalin névnap környékén) tartják. A Katalin-nap az elsősök bemutatkozása: az Aba Novák Kulturális Központban vagy a városi sportcsarnokban tartott „show”-n, minden 9. évfolyamos osztály műsorral kedveskedik a felsőbbéveseknek, illetve emellett különböző módokon (kampány, vetélkedő) versengenek egymással, hogy eldőljön melyik lesz nyertes. Szintén a Katalin-napon szokta bemutatni a 11. B osztály a 12. évfolyamnak szóló búcsúztató műsorát.

#### Ünnepek, megemlékezések
Október 23. és március 15.
A gimnáziumban a hagyomány szerint az október 23-ai megemlékezést a 11. D osztály műsora nyitja, majd egy tanár tartja meg az ünnepi beszédet. Ezek után kerül sor a 12. évfolyam szalagtűzésére. Március 15-én a 10. C osztály tartja a megemlékezést, majd az előzőleg meghirdetett beszédpályázat nyertese, az iskola egyik tanulója tartja az ünnepi beszédet. Ezt követi az ifjúvá avató beszéd. Ezek helyszíne az iskolaudvar vagy az Aba Novák Kulturális Központ.
Mikulás, carolling és karácsony
Decemberben két végzős osztály is végigjárja énekelve a termeket. A 12. B Mikuláskor tart előadást, a 12. C pedig a téli szünet előtti héten angol nyelvű karácsonyi dalokat énekel. Az iskolai karácsonyt általában valamely A-s osztály tartja. Karácsony környékén kerül megrendezésre a nemzetközi karácsony is, ahol a diákok különböző kultúrák karácsonyi hagyományait mutatják be. Ez a korábbi német nyelvű karácsonyból fejlődött ki.

#### Tabló-bál
A végzősök bálját a megszokottól eltérően Tabló-bálnak hívják a Vargában, mivel a szalagtűzés az október 23-ai ünnepség után szokott megtörténni az egész iskola részvételével. Rendszerint a báli szezon elején, a városi sportcsarnokban kerül megrendezésre. A dekorációt a mindenkori 11. C osztály készíti.

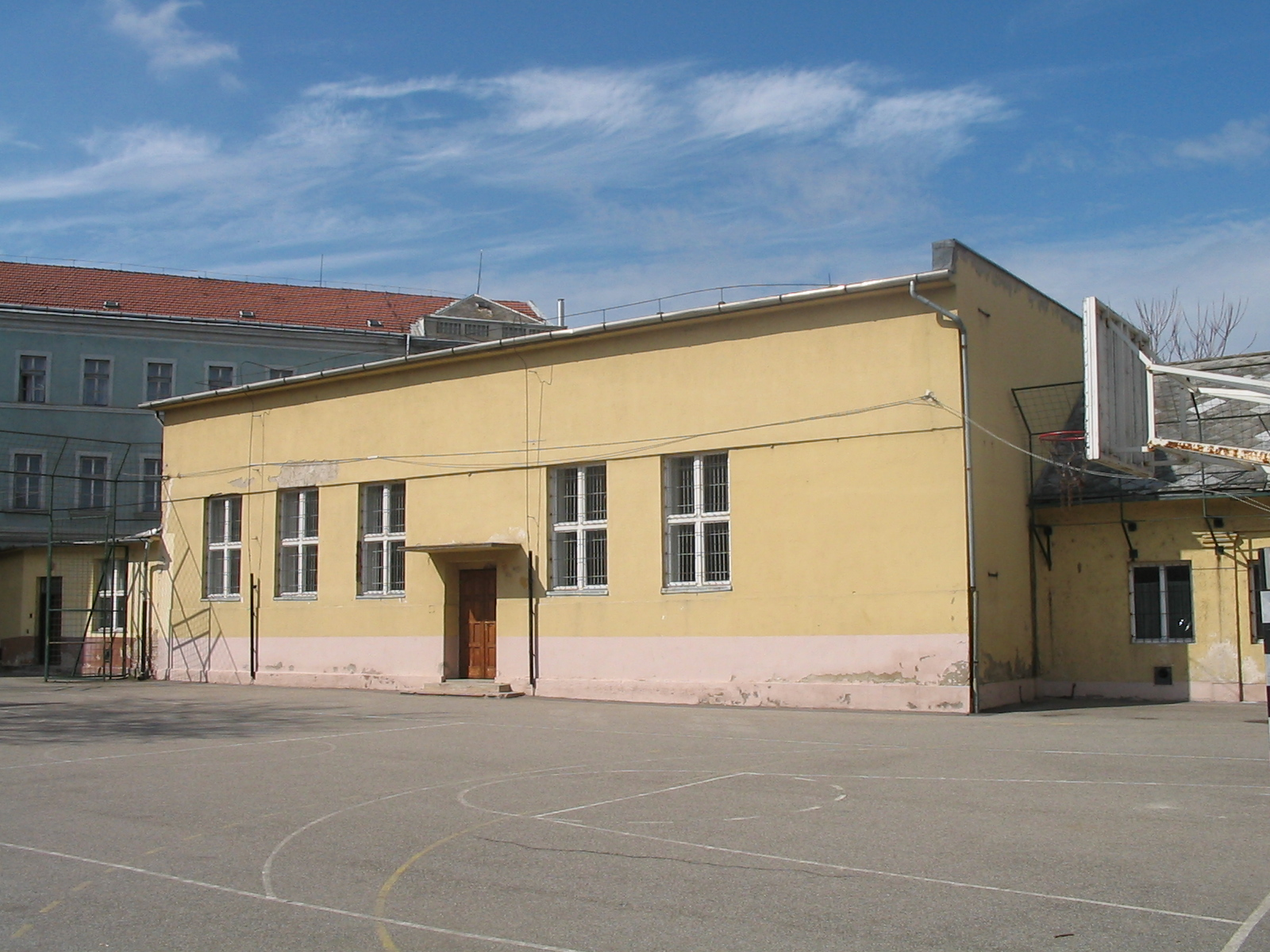
A gimnázium sportpályája és tornaterme ma

#### Suligála
Az úgynevezett Suligála az iskola tanulói által előadott gálaműsor. 1994. május 6-án tartották az első gálát a Ságvári Endre Művelődési Házban az akkori angol nyelvű lektor, Gregory Waldrip ötlete alapján. Célja, hogy a diákok bemutathassák tudásukat szüleiknek, barátaiknak, ismerőseiknek és iskolatársaiknak. Kezdetben évente, majd kétévente került megrendezésre. Mára a helyszín az Aba Novák Kulturális Központ vagy a Szigligeti Színház. Alkalmanként 100–150 diák jut szereplési lehetőséghez. 1999-ben a volt vargás diák, Marsi Anikó vállalta el a műsorközlő szerepét. Itt szavalta először saját verseit Mrena Julianna, és innen indult Lázár Balázs, Zámbori Soma és Kovács Márton színészi karrierje. Fellépett már a Martfűi Modern Táncműhely, a Melody Tánc Sportklub, a Pelikán Sportklub, a Diamond Versenytánc Egyesület, és a Bartók Béla Zeneiskola növendékei. Rendszeres fellépő a gimnázium diákszínpada és énekkara.

#### Sportnap
Minden tanév végén megrendezésre kerül az iskola Sportnapja, ahol a diákok különböző sportversenyeken vehetnek részt, de főzőversenyt is szoktak rendezni. Ezek helyszíne a Millér Szabadidőpark vagy a MH 86. Szolnok Helikopterbázis sportintézményei.

#### Szimpóziumok
Rendszeresen szervez az iskola szimpóziumokat, melyre az ország számos középiskolája meghívást kap. Ilyenek például az angol nyelvű kulturális szimpózium vagy a természettudományos szimpózium.

### Diákkörök
A Varga Katalin Gimnáziumban szinte minden tantárgynak megvan a maga szakköre. Van önismereti kör, filmklub, képzőművészeti kör. A vargás tanulók műveiből áll össze a Vargánya című irodalmi diáklap (melynek szerkesztője P. Nagy István az Eső és a Torkolat segédszerkesztője). Működött könyvtár szakkör is, amely egy négyéves képzést takart, amit befejezve a Verseghy Ferenc Megyei Könyvtár szakemberi előtt tehettek könyvtárosi vizsgát. Korábban a tantárgyi szakkörök mellett volt fotószakkör és zeneszakkör. Az 1950-es évektől működött tanulószoba, mely nemcsak a tanulás nyugodt feltételeit biztosított a tanárok segítségével, de ügyeleti funkciót is betöltött. 1980-ban, a jubileumi ünnepségsorozat keretében (május 15–17.) alakult meg az Öreg Diákok Baráti Köre.

#### Vallásos egyesületek
A líceum történetében először 1932-ben Szabó László hitoktató vezetésével alakultak ifjúsági egyesületek: a Sziv-Gárda és a Mária Kongregáció. (Bár mindkét egyesület katolikus kör volt, az intézmény mindig nyújtott református, evangélikus és izraelita hitoktatást is.) Ezek, valamint utódaik, a Szent Erzsébet szívgárda és a Boldog Margit kongregáció célja a vallásos nevelés volt, valamint a tagok rendszeresen vállaltak segélyezést, adakozást és szeretetakciókat. Az idősebbek rendszerint kongreganisták, míg a fiatalabbak gárdisták voltak. Kéthetente üléseztek. Az egyesületeknek összesen másfél száznál is több diáklány volt tagja.

#### Sportkör
1933. október 7-én alakult meg az iskola Sportköre, mellyel elkezdődtek a ma is rendszeres házibajnokságok. A körnek volt torna-, atlétika-, ritmika-/tánc-, úszó- és játékszakosztálya. A kör évről évre táncelőadást tartott a Szigligeti Színházban. 1935. február 17-én bemutatott Diákálom című második táncjátékuk például egy licista első napját meséli el a leánylíceumban. A Sportkör azelőtt működni kezdett, hogy a tornaterem megépült volna, így a testnevelés órákat egy tanteremben tartották. A Sportkör létesítette 1936-ban a teniszpályát az iskola udvarán, majd később a kosárpályát és a téli korcsolyapályát.

#### Leánycserkészet
1935 októberében kezdte meg működését a leánycserkészet, mely a következő évben felvette a 130-as „Bánffy Katalin” cserkészleánycsapat nevet. A csoport hetente tartott foglalkozásokat: énekeltek, a háziasszonyi teendőket gyakorolták, kirándulásokat tettek – többek között – Szandaszőlős térségébe (Beke Pál halma). Először 1937. január 9-én tartottak előadást a Szigligeti Színházban. Indult könyvkötő- és elsősegély-tanfolyam. A nemzeti dzsemborin 1938-tól vett részt. A taglétszám ötven körül mozgott.

#### Irodalmi önképzőkör
Az iskola irodalmi önképzőköre az 1930-as évek közepétől működött. Célja a különböző irodalmi műveken keresztül történő önművelés volt, de emellett a zenei műveltségüket is gondozták, valamint más kultúrákba is próbáltak betekintést keresni.
Az önképzőkört az 1960-as években Baranyó Sándor festőművész vezette.

#### Versmondókör
Az gimnáziumban egy sikeres versmondókör is helyet kapott. A diákok eredményességét jelzi, hogy a 2009-ben megrendezett szolnoki Megavers elnevezésű verseny első helyezettje, Barta Ágnes innen került ki. Három vargás versmondó is kapott Kazinczy Emlékérmet: Zámbori Soma, Szabari Margit és Újszászi Bogár László; kik közül a két utóbbi egyetemistaként ismét megkapta a plakettet.
A szavalás hagyományai az 1935-ös Szavaló- és Olvasókörig nyúlnak vissza.

#### Thespis Teátrum Diákszínpad
Az iskola jelenlegi (korábban több is működött) diákszínpada 1997-ben alapult Fodor Zoltán tanár vezetésével, amikor a gimnázium egyik osztálya színpadra állította a Hair című musicalt, és területi második, Zánkán pedig országos negyedik lett. A következő darab színre vitelekor már több osztály diákjai vettek részt a produkcióban. Rendszeresen értek el országos első négy helyezettet, valamint rendszeresen értek el előkelő helyezéseket a vargás diákok a színészek és énekesek versenyében is. Felléptek Kecskeméten, Debrecenben, Budapesten, Gyomaendrődön és Solymáron. 1999-ben meghívást kaptak Durhambe, az UNICEF gyermek-egyenjogúságért írt musicaljének, a Thursday’s Child színpadra állítására (számos más nemzetiségű társulattal), melyről videófelvétel is készült. 2002-ben az Arany János Tehetséggondozó Program keretében részt vettek az I. Országos Színművészeti Táborban, majd a rákövetkező években a másodikon és harmadikon. Szintén 2002-ben meghívást kaptak Växjőbe. 2005-től rendszeresen meghívást kapnak az amerikai Gould Academy Magániskolába, 2010-től pedig a Szigligeti Színház Ádámok és Évák ünnepe programjában is tevékenykednek. A Diákszínpadot jelenleg Kovács Márton és édesanyja, a gimnázium tanára, Kovácsné Boross Zsuzsa vezeti.
Bemutatott darabok:
- 1998 – Hair
- 1999 – Grease (Pomádé)
- 1999 – Örkény István novellafüzér
- 1999 – Thursday’s Child
- 2000 – Czakó Gábor: Disznójáték
- 2001 – Angels’ Court

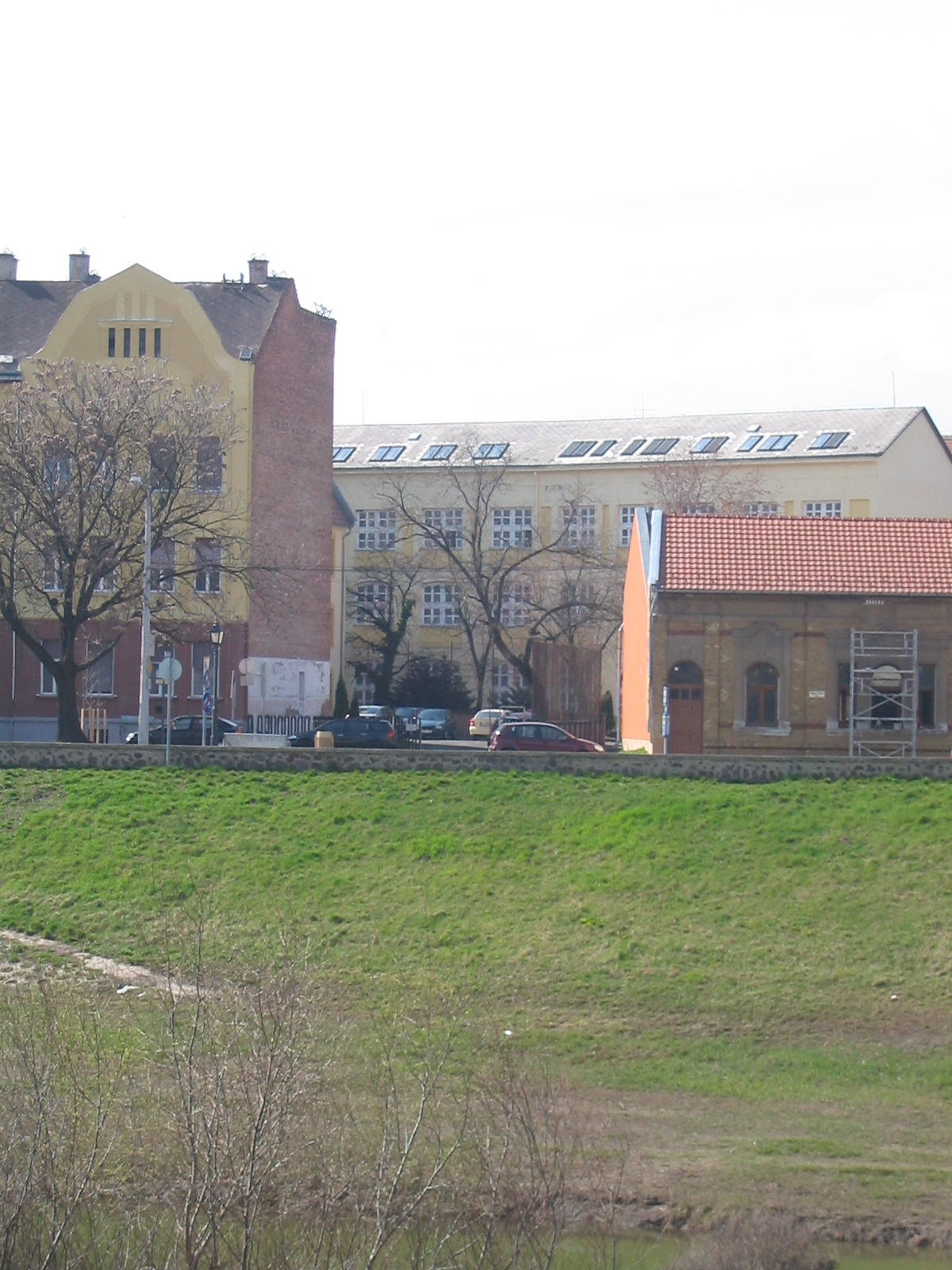
A gimnázium a Zagyva túlpartjáról

- 2001 – Szakonyi Károly: Black-out (Adáshiba)
- 2002 – Lengyel Menyhért: Shadow (Árnyék)
- 2002 – Petőfi Sándor: A helység kalapácsa
- 2003 – Csokonai Vitéz Mihály: Dorottya
- 2003 – Hegedűs a háztetőn
- 2003 – Murray Schisgal: The Typists
- 2004 – Szigligeti Ede: Liliomfi
- 2004 – Övön alul
- 2004 – Harold Pinter: Születésnap
- 2005 – Sławomir Mrożek: Tangó
- 2005 – Macskák (dráma)
- 2006 – Monty Python: Eric, the Viking (Erik, a viking)
- 2007 – Canterbury mesék
- 2009 – Sławomir Mrożek: Özvegyek
- 2010 – Carlo Goldoni: Chioggiai csetepaté

Több darabot számos alkalommal megújítottak, évekig játszottak.

#### Énekkar
Az intézményben 11. évfolyamon választható a művészeti tárgy (gyakorlati éneklés, képzőművészeti gyakorlatok, művészettörténet, ábrázoló geometria). Akik az éneket választják automatikusan az énekkar tagjai lesznek, de ettől függetlenül (illetve alsóbb évfolyamból is) lehet jelentkezni. Az iskolának volt 2003 és 2004, majd 2007 és 2008 között különösön sikeres férfikórusa is, melyek 2010-ben már együtt is szerepeltek. Az énekkart rendszeresen hívják fellépésekre. Ezek közül is kiemelkedik az éves karácsonyi hangverseny, melyet Szolnok belvárosának valamely katolikus templomában (Belvárosi templom vagy Vártemplom) vagy az evangélikus templomban tartanak.
Ezen kívül hivatalosak külföldre is, melyek közül megemlítendő a finnországi cserekapcsolat, „ahol a két iskola nemcsak tapasztalatot, de hangot is cserélhet.”

#### Európai Parlament Modell
A gimnázium a magyarországi indulás, 2003 óta vesz részt a programban Hollandia képviseletében. A megfelelő felkészülés érdekében diákkör alakult, melyen az érdeklődők aktuálpolitikai témákat beszélhetnek meg. 2004-ben a második Nemzeti Ülés házigazdája volt, 2009-ben pedig több európai uniós tagállam diákjait fogadta a program keretében. 2016-ban ismét az iskola szolgált a XIV. nemzeti ülés helyszínéül.

## Alapítványok

### Kezdeti alapítvány és a szolnoki Leányliceum Barátainak Egyesülete
Az iskola első alapítványa a dr. Elek István által felajánlott 250 pengő volt, melynek kamatját mindig a legkiemelkedőbben teljesítő licista kapta. Ezen kívül még a líceum megalapulása előtt létrehozta a Leányliceum Barátainak Egyesületét, mely segített az iskolának anyagi problémákkor, majd az épület felújításában is segített, illetve az öreg diákok körének feladatát is ellátta.

### Bánffy Katalin – Varga Katalin Alapítvány
Ezen alapítvány célkitűzése a diákok tanulmányi előmenetelének segítése, így kiadásai közt megtalálhatóak a nyelvvizsgára, nyelvi táborra, felvételi előkészítőre, terepgyakorlatra, szakkönyvekre, debate versenyekre, külföldi utak támogatására fordított összegek. Ezen kívül feladata a tanárok szakmai továbbképzésének támogatása. Az alapítvány továbbá minden évben tanfolyamokat is hirdet: magyar, matematika és angol nyelvi előkészítő 7. és 8. osztályosoknak, valamint spanyol nyelv a gimnázium tanulóinak.

### Vargánya Diákalapítvány
A Vargánya Diákalapítvány elsősorban a Bánffy–Varga által el nem látott feladatkörökre összpontosít. Elsődleges célja a diákélet fellendítése. Ezen kívül rendezvények és a diákok kezdeményezéseinek, szervezeteinek segítése, a diákönkormányzat támogatása, az iskolában folyó gyermek- és ifjúságvédelmi célú tevékenység fejlesztése. Támogatja a diáksportot, segíti a szociálisan rászorult és hátrányos helyzetű gyerekeket. Finanszírozza továbbá az iskolai diákújság (Vargánya), antológiák, évkönyvek kiadását.

„A Varga Katalin Gimnáziumért” plakett

## „A Varga Katalin Gimnáziumért” plakett
A Varga Katalin Gimnáziumért Emlékplakett a legmagasabb iskolai elismerés.
„A Varga Katalin Gimnáziumért” plakettet azok kaphatják akik szellemileg, anyagilag, vagy fáradságos munkájukkal hozzájárultak az iskola előmeneteléhez, javításához, jobbításához.
A plaketten „A Varga Katalin Gimnáziumért” felirat mellett megtalálható az iskola alapításának (1930) és a díj alapításának éve (1980), valamint a Szolnok városnév. A plaketten két kép van: a bal oldalin váltófutók, a jobb oldalin egy asztalt körülülő diákok láthatóak. A plakettet Nagy István szobrászművész alkotta, aki szintén az intézmény tanára volt.
„A Varga Katalin Gimnáziumért” plakettet 2024-ig a következők kapták:

1980
1. Dr. Bartha Lászlóné (igazgató[p 1])
2. Dr. Welker Ottó (minisztériumi főtanácsos)
3. Csányi Ferenc (SZMK-elnök[p 1])
4. Dr. Juhász Irma (iskolaorvos[p 1])
5. Porcsalmi Lajos (megyei tanács főelőadója[p 2])
6. Dr. Bernáth József (kandidátus)
7. Kővári László (megyei tanács főelőadója[p 2])
8. Paál István (Szigligeti Színház főrendezője)
9. Kossuth Lajos Tudományegyetem TTK
10. Nagyalföldi Kőolajtermelő Vállalat
11. Szolnoki Rádióállomás
12. MN 6814-es számú alakulat
13. Kardos János (MEZŐGÉP osztályvezető)
14. Dusa István (Megyei Tervezőiroda dolgozója)
15. Dr. Vértes Ilona (első tanár[p 1])
16. Kocsány Antalné (tanár[p 1])
17. Nagy Mária (tanár[p 1])
18. Ölbey Erzsébet (tanár[p 1])
19. Csábi Ildikó
20. Dr. Muzsi Piroska (tanár[p 1])
21. Dr. Kovács Zoltán (tanár[p 1])
22. Varga Béláné (gondnok[p 1])
23. Szabó Lászlóné (tanár)
24. Csendes Károlyné (tanár)
25. Dr. Páldi János (igazgató)
26. Kádas Endre (KISZ-titkár[p 1])
27. Kopiás Gábor (tanuló[p 1])
28. Pozsonyi Katalin (tanuló)
29. Györgyey János (tanuló)
30. Szudi László (KISZ-titkár)
1981–2005
31. Árgyelán Gizella
32. Dr. Horváth József
33. Pintér Margit (tanár)
34. Bérczes László (tanár)
35. Fazekas Károly
36. Botka Lajosné (igazgató)
37. Fábián Antal
38. Mihály Kálmán
39. Rónay Viktor (tanár)
40. Dr. Mihály Ottó
41. Mihályi István
42. Kádár Miklós
43. Antóni Árpádné
44. Czakó Jánosné
45. Szép Ferencné (tanár)
46. Fekete Tibor
47. Sajti Gábor
48. Zsidai Emilné
49. Petrásovits Miklósné
50. Szarvas Erik
51. Csomor Katalin
52. Bakos Zoltán
53. Pafféri Elemérné (tanár)
54. Pafféri Elemér (tanár)
55. Peták Kálmánné (tanár)
56. Kedves Mónika
57. Botka László (tanuló)
58. Vékony Erika (tanár)
59. Balogh Márta (tanár)
60. Válé István
61. Várhelyiné Dr. Zsuga Katalin
62. Horváth Tiborné (tanár)
63. Nagyné Imre Márta (tanár)
64. Kálmán Éva
65. Greg Waldrip (anyanyelvi lektor)
66. Bartha Lászlóné (tanár)
67. Péter Petra
68. Dalmadiné Nagy Ilona (tanár)
69. Szabó Róza (tanár)
70. Gábor Szabó Zsuzsa
71. Kurucz Zoltán
72. Bartha Henriett
73. Mészáros Éva (tanár)
74. Csete Miklós
75. Werovszky Sándor
76. Dr. Szalay István
77. Szügyiné Böröcz Irén (tanár)
78. Dencső Istvánné
79. Tisza Klub
80. 12/A[p 3]
81. Lázár Zsófia
82. Juhászné dr. Szlovák Marianna (tanár)
83. Bíró Árpádné (laboráns)
84. Magócs Éva (tanár)
85. Herczegh Géza
86. Petraskó Judit
87. Viplak Ádám (tanuló)
88. Fodor Zoltán (tanár)
89. Krämer Tamás
90. Muhari Éva (tanár)
91. Kiss László (igazgatóhelyettes)
92. Pafféri Zoltán
93. Lakatos Szilvia
94. Munkácsi Erika (tanár)
95. Karsay Koppány
96. Várhelyi Csilla
97. Karakas Sándorné
98. Fodor Máté (tanuló)
99. Kovács Márton (tanuló)
2006
100. Nagy Tibor (tanár)
101. Ónódi Gábor (tanuló)
102. Nagy Zoltán (tanuló)
103. Molnár Józsefné (szülő)
2007
104. Szűcs István (dolgozó)
105. Mucsi Józsefné (tanár)
106. Makai István (tanuló)
2008
107. Pásztrai Erzsébet (tanár, könyvtáros)
108. Bíró Árpádné (másodszor)
109. Férfi kamarakórus
2009
110. Molnárné Büttner Mária (tanár)
111. Oláhné Magyar Ágnes (iskolatitkár)
112. Pintérné Antal Irén (iskolatitkár)
113. Bányi Máté (tanuló)
2010
114. Orosz Erika (büféüzemeltető)
115. Góczáné Zsemberi Hajnalka (tanár)
116. Cseppentő Lajos (tanuló)
117. Takács Beáta (tanuló)
118. Tóth Dániel (tanuló)
2011
119. Kányási szülők
120. Nagy Ildikó (szülő)
121. Kovácsné Boros Zsuzsa (tanár)
122. Balázs Csaba (tanuló)
123. Bódi Krisztina (tanuló)
2012
124. Szabó Anita (tanár)
125. Berkicsné Németh Ilona (tanár)
126. Benke Ádám (tanuló)
127. Tóth Mihály Alex (tanuló)
2013
128. Dobosné Kovács Teréz (tanár)
129. Ónódi Barbara (tanár)
130. Cseppentő Bence (tanuló)
131. Reke Janka (tanuló)
2014
132. Juhász Ferenc (kuratóriumi elnök)
133. Molnár László (igazgató)
134. Csibi Levente (tanuló)
135. Denke Dorottya (tanuló)
2015
136. Gaál József (szülő)
137. Muhari Éva (tanár)
138. Álmosdi Donát (tanuló)
139. Nócs István (tanuló)
2016
140. Szécsiné Festő-Hegedűs Margit (tanár)
141. Kelemenné Horváth Éva
142. Obsuszt Emese (tanuló)
2017
143. Englert Ervin (tanuló)
144. Europe Direct
145. Deákné Longauer Adél (tanár)
146. Kövesdi Gréta (tanuló)
2018
147. Kassainé Mrena Judit (tanár)
148. Horváth Kata Virág (tanuló)
149. Sipos Adrienn (tanuló)
2019
150. Szabados Ferenc
151. Baloghné Cseh Judit (tanár)
152. Korsós Blanka (tanuló)
2020
153. Dr. Gy. Molnár Sándor
154. Diana Senechal (tanár)
155. Molnár István (tanuló)
156. Gustafik Gergő (tanuló)
2021
157. Bodáné Molnár Júlia
158. Varga Ilona (tanár)
159. Kiss Éva (tanár)
160. Nagy Dorina Kata (tanuló)
2022
161. Berkicsné Németh Ilona
162. Dr. Kissné Nagy Éva (tanár)
163. Rigling Martina (tanuló)
2023
164. Rozsnyainé Kántor Mária (tanár)
165. Bartók Nándor 12/A (tanuló)
166. Kiss Csongor József (tanuló)
167. Dr. Fekécs Éva
2024
168. Vágóné Varga Csilla
169. Ferenczi Nikoletta (tanár)
170. Földi Albert 11/B (tanuló)

1. 1 2 3 4 5 6 7 8 9 10 11 12  a plakett átvételekor már nyugalmazott/elballagott
2. 1 2  a Szolnok megyei Tanács V. B. Művelődésügyi Osztályának főelőadója
3. ↑  osztályfőnök: Mrenáné Szakálos Ilona

## Az iskola tanulói létszáma
Az iskola alapításakor 38 diákkal indult az oktatás, amely 1938-ra (amikor már mind a nyolc évfolyam elindult az intézményben) már háromszáz körüli értékre növekedett. Ezután, a második világháborúig a gimnázium mindig kétszáz és háromszáz közötti tanulóval rendelkezett, majd százötven és kétszázötven közötti tanuló járt a Bánffyba. A négyosztályos gimnáziumi rendszer kialakításával (1945) évfolyamonként több osztály is indulhatott. Először kettő, majd 1957-től három, 1959-től pedig négy osztály indult évfolyamonként, de ebben az évben már délutánonként is tanítás folyt az intézetben. Ezzel elkezdődött a tanulólétszám folyamatos növekedése, mely 1962-ben már 491 gimnazistát jelentett. Ekkor vált ki a Tiszaparti Gimnázium, így a létszám 240-ről indulhatott újabb növekedés felé. Ez az ezredforduló után már ötszázhúsz–ötszázharminc diák volt.
| Háztartások száma | 38   | 257  | 213  | 320  | 292  | 313  | 386  | 482  | 517  | 559  |
|                   | 1931 | 1941 | 1951 | 1960 | 1970 | 1980 | 1990 | 1999 | 2009 | 2019 |

| Az osztályozott tanulók évfolyamonként (nyolc osztályos rendszer – 1930–1952) | Az osztályozott tanulók évfolyamonként (nyolc osztályos rendszer – 1930–1952) | Az osztályozott tanulók évfolyamonként (nyolc osztályos rendszer – 1930–1952) | Az osztályozott tanulók évfolyamonként (nyolc osztályos rendszer – 1930–1952) | Az osztályozott tanulók évfolyamonként (nyolc osztályos rendszer – 1930–1952) | Az osztályozott tanulók évfolyamonként (nyolc osztályos rendszer – 1930–1952) | Az osztályozott tanulók évfolyamonként (nyolc osztályos rendszer – 1930–1952) | Az osztályozott tanulók évfolyamonként (nyolc osztályos rendszer – 1930–1952) | Az osztályozott tanulók évfolyamonként (nyolc osztályos rendszer – 1930–1952) | Az osztályozott tanulók évfolyamonként (nyolc osztályos rendszer – 1930–1952) |
| Tanév                                                                         | I.                                                                            | II.                                                                           | III.                                                                          | IV.                                                                           | V.                                                                            | VI.                                                                           | VII.                                                                          | VIII.                                                                         | Összesen                                                                      |
| ----------------------------------------------------------------------------- | ----------------------------------------------------------------------------- | ----------------------------------------------------------------------------- | ----------------------------------------------------------------------------- | ----------------------------------------------------------------------------- | ----------------------------------------------------------------------------- | ----------------------------------------------------------------------------- | ----------------------------------------------------------------------------- | ----------------------------------------------------------------------------- | ----------------------------------------------------------------------------- |
| 1930/31                                                                       | 38                                                                            | -                                                                             | -                                                                             | -                                                                             | -                                                                             | -                                                                             | -                                                                             | -                                                                             | 38                                                                            |
| 1931/32                                                                       | 27                                                                            | 41                                                                            | -                                                                             | -                                                                             | -                                                                             | -                                                                             | -                                                                             | -                                                                             | 68                                                                            |
| 1932/33                                                                       | 41                                                                            | 26                                                                            | 46                                                                            | -                                                                             | -                                                                             | -                                                                             | -                                                                             | -                                                                             | 113                                                                           |
| 1933/34                                                                       | 44                                                                            | 36                                                                            | 30                                                                            | 52                                                                            | -                                                                             | -                                                                             | -                                                                             | -                                                                             | 162                                                                           |
| 1934/35                                                                       | 39                                                                            | 37                                                                            | 35                                                                            | 29                                                                            | 47                                                                            | -                                                                             | -                                                                             | -                                                                             | 187                                                                           |
| 1935/36                                                                       | 40                                                                            | 41                                                                            | 36                                                                            | 34                                                                            | 23                                                                            | 44                                                                            | -                                                                             | -                                                                             | 218                                                                           |
| 1936/37                                                                       | 40                                                                            | 43                                                                            | 44                                                                            | 35                                                                            | 36                                                                            | 24                                                                            | 42                                                                            | -                                                                             | 263                                                                           |
| 1937/38                                                                       | 54                                                                            | 44                                                                            | 48                                                                            | 45                                                                            | 28                                                                            | 34                                                                            | 31                                                                            | 43                                                                            | 317                                                                           |
| 1938/39                                                                       | 42                                                                            | 52                                                                            | 41                                                                            | 50                                                                            | 40                                                                            | 23                                                                            | 27                                                                            | 21                                                                            | 296                                                                           |
| 1939/40                                                                       | 44                                                                            | 36                                                                            | 50                                                                            | 34                                                                            | 29                                                                            | 37                                                                            | 22                                                                            | 27                                                                            | 280                                                                           |
| 1940/41                                                                       | 41                                                                            | 38                                                                            | 35                                                                            | 44                                                                            | 21                                                                            | 26                                                                            | 31                                                                            | 21                                                                            | 257                                                                           |
| 1941/42                                                                       | 46                                                                            | 35                                                                            | 35                                                                            | 35                                                                            | 29                                                                            | 17                                                                            | 26                                                                            | 30                                                                            | 253                                                                           |
| 1942/43                                                                       | 45                                                                            | 49                                                                            | 33                                                                            | 31                                                                            | 36                                                                            | 26                                                                            | 16                                                                            | 24                                                                            | 260                                                                           |
| 1943/44                                                                       | 42                                                                            | 42                                                                            | 48                                                                            | 36                                                                            | 33                                                                            | 31                                                                            | 24                                                                            | 16                                                                            | 172                                                                           |
| 1944/45                                                                       | 22                                                                            | 25                                                                            | 16                                                                            | 28                                                                            | 16                                                                            | 15                                                                            | 14                                                                            | 12                                                                            | 148                                                                           |
| 1945/46                                                                       | -                                                                             | 38                                                                            | 50                                                                            | 41                                                                            | 44                                                                            | 29                                                                            | 25                                                                            | 25                                                                            | 253                                                                           |
| 1946/47                                                                       | 1                                                                             | 2                                                                             | 36                                                                            | 35                                                                            | 35                                                                            | 39                                                                            | 23                                                                            | 22                                                                            | 194                                                                           |
| 1947/48                                                                       | -                                                                             | -                                                                             | 2                                                                             | 40                                                                            | 37                                                                            | 31                                                                            | 35                                                                            | 25                                                                            | 170                                                                           |
| 1948/49                                                                       | -                                                                             | -                                                                             | -                                                                             | -                                                                             | 46                                                                            | 34                                                                            | 35                                                                            | 28                                                                            | 143                                                                           |
| 1949/50                                                                       | -                                                                             | -                                                                             | -                                                                             | -                                                                             | [ n 2 ]                                                                       | 43                                                                            | 32                                                                            | 33                                                                            | 195                                                                           |
| 1950/51                                                                       | -                                                                             | -                                                                             | -                                                                             | -                                                                             | [ n 2 ]                                                                       | [ n 2 ]                                                                       | 42                                                                            | 30                                                                            | 213                                                                           |
| 1951/52                                                                       | -                                                                             | -                                                                             | -                                                                             | -                                                                             | [ n 2 ]                                                                       | [ n 2 ]                                                                       | [ n 2 ]                                                                       | 40                                                                            | 231                                                                           |

| Az osztályozott tanulók évfolyamonként (négy osztályos rendszer – 1949–1962) | Az osztályozott tanulók évfolyamonként (négy osztályos rendszer – 1949–1962) | Az osztályozott tanulók évfolyamonként (négy osztályos rendszer – 1949–1962) | Az osztályozott tanulók évfolyamonként (négy osztályos rendszer – 1949–1962) | Az osztályozott tanulók évfolyamonként (négy osztályos rendszer – 1949–1962) | Az osztályozott tanulók évfolyamonként (négy osztályos rendszer – 1949–1962) |
| Tanév                                                                        | I.                                                                           | II.                                                                          | III.                                                                         | IV.                                                                          | Összesen                                                                     |
| ---------------------------------------------------------------------------- | ---------------------------------------------------------------------------- | ---------------------------------------------------------------------------- | ---------------------------------------------------------------------------- | ---------------------------------------------------------------------------- | ---------------------------------------------------------------------------- |
| 1949/50                                                                      | 87                                                                           | [ n 2 ]                                                                      | [ n 2 ]                                                                      | [ n 2 ]                                                                      | 195                                                                          |
| 1950/51                                                                      | 83                                                                           | 58                                                                           | [ n 2 ]                                                                      | [ n 2 ]                                                                      | 213                                                                          |
| 1951/52                                                                      | 79                                                                           | 59                                                                           | 53                                                                           | [ n 2 ]                                                                      | 231                                                                          |
| 1952/53                                                                      | 78                                                                           | 53                                                                           | 46                                                                           | 50                                                                           | 227                                                                          |
| 1953/54                                                                      | 84                                                                           | 67                                                                           | 49                                                                           | 41                                                                           | 241                                                                          |
| 1954/55                                                                      | 74                                                                           | 75                                                                           | 57                                                                           | 42                                                                           | 248                                                                          |
| 1955/56                                                                      | 68                                                                           | 67                                                                           | 70                                                                           | 61                                                                           | 266                                                                          |
| 1956/57                                                                      | 69                                                                           | 57                                                                           | 56                                                                           | 67                                                                           | 251                                                                          |
| 1957/58                                                                      | 99                                                                           | 56                                                                           | 55                                                                           | 52                                                                           | 262                                                                          |
| 1958/59                                                                      | 99                                                                           | 77                                                                           | 44                                                                           | 52                                                                           | 272                                                                          |
| 1959/60                                                                      | 118                                                                          | 91                                                                           | 72                                                                           | 39                                                                           | 320                                                                          |
| 1960/61                                                                      | 117                                                                          | 107                                                                          | 83                                                                           | 69                                                                           | 376                                                                          |
| 1961/62                                                                      | 202                                                                          | 101                                                                          | 115                                                                          | 73                                                                           | 491                                                                          |

| Az osztályozott tanulók évfolyamonként (négy osztályos rendszer – 1962–1980) | Az osztályozott tanulók évfolyamonként (négy osztályos rendszer – 1962–1980) | Az osztályozott tanulók évfolyamonként (négy osztályos rendszer – 1962–1980) | Az osztályozott tanulók évfolyamonként (négy osztályos rendszer – 1962–1980) | Az osztályozott tanulók évfolyamonként (négy osztályos rendszer – 1962–1980) | Az osztályozott tanulók évfolyamonként (négy osztályos rendszer – 1962–1980) |
| Tanév                                                                        | I.                                                                           | II.                                                                          | III.                                                                         | IV.                                                                          | Összesen                                                                     |
| ---------------------------------------------------------------------------- | ---------------------------------------------------------------------------- | ---------------------------------------------------------------------------- | ---------------------------------------------------------------------------- | ---------------------------------------------------------------------------- | ---------------------------------------------------------------------------- |
| 1962/63                                                                      | 77                                                                           | 65                                                                           | 53                                                                           | 45                                                                           | 240                                                                          |
| 1963/64                                                                      | 101                                                                          | 74                                                                           | 55                                                                           | 47                                                                           | 277                                                                          |
| 1964/65                                                                      | 96                                                                           | 86                                                                           | 65                                                                           | 52                                                                           | 299                                                                          |
| 1965/66                                                                      | 78                                                                           | 75                                                                           | 66                                                                           | 68                                                                           | 287                                                                          |
| 1966/67                                                                      | 68                                                                           | 61                                                                           | 71                                                                           | 59                                                                           | 259                                                                          |
| 1967/68                                                                      | 85                                                                           | 62                                                                           | 52                                                                           | 65                                                                           | 264                                                                          |
| 1968/69                                                                      | 71                                                                           | 76                                                                           | 47                                                                           | 43                                                                           | 237                                                                          |
| 1969/70                                                                      | 109                                                                          | 67                                                                           | 72                                                                           | 44                                                                           | 292                                                                          |
| 1970/71                                                                      | 125                                                                          | 95                                                                           | 57                                                                           | 66                                                                           | 343                                                                          |
| 1971/72                                                                      | 78                                                                           | 110                                                                          | 88                                                                           | 51                                                                           | 327                                                                          |
| 1972/73                                                                      | 77                                                                           | 75                                                                           | 96                                                                           | 76                                                                           | 324                                                                          |
| 1973/74                                                                      | 69                                                                           | 75                                                                           | 74                                                                           | 83                                                                           | 301                                                                          |
| 1974/75                                                                      | 86                                                                           | 68                                                                           | 73                                                                           | 72                                                                           | 299                                                                          |
| 1975/76                                                                      | 103                                                                          | 84                                                                           | 64                                                                           | 70                                                                           | 321                                                                          |
| 1976/77                                                                      | 80                                                                           | 105                                                                          | 81                                                                           | 65                                                                           | 331                                                                          |
| 1977/78                                                                      | 70                                                                           | 77                                                                           | 101                                                                          | 78                                                                           | 326                                                                          |
| 1978/79                                                                      | 93                                                                           | 67                                                                           | 78                                                                           | 99                                                                           | 337                                                                          |
| 1979/80                                                                      | 75                                                                           | 93                                                                           | 67                                                                           | 78                                                                           | 313                                                                          |

| Az osztályozott tanulók évfolyamonként (négy osztályos rendszer – 1949–1962) | Az osztályozott tanulók évfolyamonként (négy osztályos rendszer – 1949–1962) | Az osztályozott tanulók évfolyamonként (négy osztályos rendszer – 1949–1962) | Az osztályozott tanulók évfolyamonként (négy osztályos rendszer – 1949–1962) | Az osztályozott tanulók évfolyamonként (négy osztályos rendszer – 1949–1962) | Az osztályozott tanulók évfolyamonként (négy osztályos rendszer – 1949–1962) |
| Tanév                                                                        | I.                                                                           | II.                                                                          | III.                                                                         | IV.                                                                          | Összesen                                                                     |
| ---------------------------------------------------------------------------- | ---------------------------------------------------------------------------- | ---------------------------------------------------------------------------- | ---------------------------------------------------------------------------- | ---------------------------------------------------------------------------- | ---------------------------------------------------------------------------- |
| 1949/50                                                                      | 87                                                                           | [ n 2 ]                                                                      | [ n 2 ]                                                                      | [ n 2 ]                                                                      | 195                                                                          |
| 1950/51                                                                      | 83                                                                           | 58                                                                           | [ n 2 ]                                                                      | [ n 2 ]                                                                      | 213                                                                          |
| 1951/52                                                                      | 79                                                                           | 59                                                                           | 53                                                                           | [ n 2 ]                                                                      | 231                                                                          |
| 1952/53                                                                      | 78                                                                           | 53                                                                           | 46                                                                           | 50                                                                           | 227                                                                          |
| 1953/54                                                                      | 84                                                                           | 67                                                                           | 49                                                                           | 41                                                                           | 241                                                                          |
| 1954/55                                                                      | 74                                                                           | 75                                                                           | 57                                                                           | 42                                                                           | 248                                                                          |
| 1955/56                                                                      | 68                                                                           | 67                                                                           | 70                                                                           | 61                                                                           | 266                                                                          |
| 1956/57                                                                      | 69                                                                           | 57                                                                           | 56                                                                           | 67                                                                           | 251                                                                          |
| 1957/58                                                                      | 99                                                                           | 56                                                                           | 55                                                                           | 52                                                                           | 262                                                                          |
| 1958/59                                                                      | 99                                                                           | 77                                                                           | 44                                                                           | 52                                                                           | 272                                                                          |
| 1959/60                                                                      | 118                                                                          | 91                                                                           | 72                                                                           | 39                                                                           | 320                                                                          |
| 1960/61                                                                      | 117                                                                          | 107                                                                          | 83                                                                           | 69                                                                           | 376                                                                          |
| 1961/62                                                                      | 202                                                                          | 101                                                                          | 115                                                                          | 73                                                                           | 491                                                                          |

| Az osztályozott tanulók évfolyamonként (négy osztályos rendszer – 1962–1980) | Az osztályozott tanulók évfolyamonként (négy osztályos rendszer – 1962–1980) | Az osztályozott tanulók évfolyamonként (négy osztályos rendszer – 1962–1980) | Az osztályozott tanulók évfolyamonként (négy osztályos rendszer – 1962–1980) | Az osztályozott tanulók évfolyamonként (négy osztályos rendszer – 1962–1980) | Az osztályozott tanulók évfolyamonként (négy osztályos rendszer – 1962–1980) |
| Tanév                                                                        | I.                                                                           | II.                                                                          | III.                                                                         | IV.                                                                          | Összesen                                                                     |
| ---------------------------------------------------------------------------- | ---------------------------------------------------------------------------- | ---------------------------------------------------------------------------- | ---------------------------------------------------------------------------- | ---------------------------------------------------------------------------- | ---------------------------------------------------------------------------- |
| 1962/63                                                                      | 77                                                                           | 65                                                                           | 53                                                                           | 45                                                                           | 240                                                                          |
| 1963/64                                                                      | 101                                                                          | 74                                                                           | 55                                                                           | 47                                                                           | 277                                                                          |
| 1964/65                                                                      | 96                                                                           | 86                                                                           | 65                                                                           | 52                                                                           | 299                                                                          |
| 1965/66                                                                      | 78                                                                           | 75                                                                           | 66                                                                           | 68                                                                           | 287                                                                          |
| 1966/67                                                                      | 68                                                                           | 61                                                                           | 71                                                                           | 59                                                                           | 259                                                                          |
| 1967/68                                                                      | 85                                                                           | 62                                                                           | 52                                                                           | 65                                                                           | 264                                                                          |
| 1968/69                                                                      | 71                                                                           | 76                                                                           | 47                                                                           | 43                                                                           | 237                                                                          |
| 1969/70                                                                      | 109                                                                          | 67                                                                           | 72                                                                           | 44                                                                           | 292                                                                          |
| 1970/71                                                                      | 125                                                                          | 95                                                                           | 57                                                                           | 66                                                                           | 343                                                                          |
| 1971/72                                                                      | 78                                                                           | 110                                                                          | 88                                                                           | 51                                                                           | 327                                                                          |
| 1972/73                                                                      | 77                                                                           | 75                                                                           | 96                                                                           | 76                                                                           | 324                                                                          |
| 1973/74                                                                      | 69                                                                           | 75                                                                           | 74                                                                           | 83                                                                           | 301                                                                          |
| 1974/75                                                                      | 86                                                                           | 68                                                                           | 73                                                                           | 72                                                                           | 299                                                                          |
| 1975/76                                                                      | 103                                                                          | 84                                                                           | 64                                                                           | 70                                                                           | 321                                                                          |
| 1976/77                                                                      | 80                                                                           | 105                                                                          | 81                                                                           | 65                                                                           | 331                                                                          |
| 1977/78                                                                      | 70                                                                           | 77                                                                           | 101                                                                          | 78                                                                           | 326                                                                          |
| 1978/79                                                                      | 93                                                                           | 67                                                                           | 78                                                                           | 99                                                                           | 337                                                                          |
| 1979/80                                                                      | 75                                                                           | 93                                                                           | 67                                                                           | 78                                                                           | 313                                                                          |

| Az osztályozott tanulók osztályonként (1980-tól) | Az osztályozott tanulók osztályonként (1980-tól) | Az osztályozott tanulók osztályonként (1980-tól) | Az osztályozott tanulók osztályonként (1980-tól) | Az osztályozott tanulók osztályonként (1980-tól) | Az osztályozott tanulók osztályonként (1980-tól) | Az osztályozott tanulók osztályonként (1980-tól) | Az osztályozott tanulók osztályonként (1980-tól) | Az osztályozott tanulók osztályonként (1980-tól) | Az osztályozott tanulók osztályonként (1980-tól) | Az osztályozott tanulók osztályonként (1980-tól) | Az osztályozott tanulók osztályonként (1980-tól) | Az osztályozott tanulók osztályonként (1980-tól) | Az osztályozott tanulók osztályonként (1980-tól) | Az osztályozott tanulók osztályonként (1980-tól) | Az osztályozott tanulók osztályonként (1980-tól) | Az osztályozott tanulók osztályonként (1980-tól) | Az osztályozott tanulók osztályonként (1980-tól) | Az osztályozott tanulók osztályonként (1980-tól) | Az osztályozott tanulók osztályonként (1980-tól) | Az osztályozott tanulók osztályonként (1980-tól) | Az osztályozott tanulók osztályonként (1980-tól) | Az osztályozott tanulók osztályonként (1980-tól) | Az osztályozott tanulók osztályonként (1980-tól) |
| Tanév                                            | I.                                               | I.                                               | I.                                               | I.                                               | I.                                               | II.                                              | II.                                              | II.                                              | II.                                              | II.                                              | III.                                             | III.                                             | III.                                             | III.                                             | III.                                             | IV.                                              | IV.                                              | IV.                                              | IV.                                              | IV.                                              |                                                  |                                                  | Összesen                                         |
| Tanév                                            | A                                                | B                                                | C                                                | D                                                |                                                  | A                                                | B                                                | C                                                | D                                                |                                                  | A                                                | B                                                | C                                                | D                                                |                                                  | A                                                | B                                                | C                                                | D                                                |                                                  |                                                  |                                                  | Összesen                                         |
| ------------------------------------------------ | ------------------------------------------------ | ------------------------------------------------ | ------------------------------------------------ | ------------------------------------------------ | ------------------------------------------------ | ------------------------------------------------ | ------------------------------------------------ | ------------------------------------------------ | ------------------------------------------------ | ------------------------------------------------ | ------------------------------------------------ | ------------------------------------------------ | ------------------------------------------------ | ------------------------------------------------ | ------------------------------------------------ | ------------------------------------------------ | ------------------------------------------------ | ------------------------------------------------ | ------------------------------------------------ | ------------------------------------------------ | ------------------------------------------------ | ------------------------------------------------ | ------------------------------------------------ |
| 1980/81                                          | 38                                               | 38                                               | 28                                               | -                                                | -                                                | 39                                               | 39                                               | -                                                | -                                                | -                                                | 37                                               | 35                                               | 23                                               | -                                                | -                                                | 35                                               | 31                                               | -                                                | -                                                | -                                                | -                                                | -                                                | 343                                              |
| 1981/82                                          | 38                                               | 38                                               | -                                                | -                                                | -                                                | 38                                               | 28                                               | 28                                               | -                                                | -                                                | 38                                               | 38                                               | -                                                | -                                                | -                                                | 37                                               | 35                                               | 24                                               | -                                                | -                                                | -                                                | -                                                | 342                                              |
| 1982/83                                          | 38                                               | 38                                               | 25                                               | -                                                | -                                                | 39                                               | 36                                               | -                                                | -                                                | -                                                | 37                                               | 36                                               | 28                                               | -                                                | -                                                | 38                                               | 38                                               | -                                                | -                                                | -                                                | -                                                | -                                                | 353                                              |
| 1983/84                                          | 37                                               | 37                                               | -                                                | -                                                | -                                                | 38                                               | 38                                               | 26                                               | -                                                | -                                                | 39                                               | 37                                               | -                                                | -                                                | -                                                | 38                                               | 35                                               | 28                                               | -                                                | -                                                | -                                                | -                                                | 353                                              |
| 1984/85                                          | 37                                               | 37                                               | 30                                               | -                                                | -                                                | 36                                               | 36                                               | -                                                | -                                                | -                                                | 38                                               | 39                                               | 26                                               | -                                                | -                                                | 39                                               | 37                                               | -                                                | -                                                | -                                                | -                                                | -                                                | 355                                              |
| 1985/86                                          | 38                                               | 38                                               | -                                                | -                                                | -                                                | 38                                               | 35                                               | 30                                               | -                                                | -                                                | 36                                               | 35                                               | -                                                | -                                                | -                                                | 36                                               | 37                                               | 25                                               | -                                                | -                                                | -                                                | -                                                | 348                                              |
| 1986/87                                          | 23                                               | 29                                               | 30                                               | -                                                | -                                                | 38                                               | 37                                               | -                                                | -                                                | -                                                | 37                                               | 36                                               | 31                                               | -                                                | -                                                | 36                                               | 36                                               | -                                                | -                                                | -                                                | -                                                | -                                                | 333                                              |
| 1987/88                                          | 31                                               | 32                                               | 25                                               | -                                                | -                                                | 23                                               | 29                                               | 32                                               | -                                                | -                                                | 39                                               | 39                                               | -                                                | -                                                | -                                                | 38                                               | 36                                               | 30                                               | -                                                | -                                                | -                                                | -                                                | 354                                              |
| 1988/89                                          | 37                                               | 36                                               | 23                                               | -                                                | -                                                | 31                                               | 33                                               | 27                                               | -                                                | -                                                | 24                                               | 29                                               | 32                                               | -                                                | -                                                | 39                                               | 39                                               | -                                                | -                                                | -                                                | -                                                | -                                                | 350                                              |
| 1989/90                                          | 31                                               | 28                                               | 28                                               | 27                                               | -                                                | 36                                               | 35                                               | 24                                               | -                                                | -                                                | 31                                               | 32                                               | 29                                               | -                                                | -                                                | 24                                               | 29                                               | 32                                               | -                                                | -                                                | -                                                | -                                                | 386                                              |
| 1990/91                                          | 37                                               | 37                                               | 30                                               | -                                                | -                                                | 33                                               | 28                                               | 29                                               | 28                                               | -                                                | 36                                               | 35                                               | 24                                               | -                                                | -                                                | 31                                               | 30                                               | 29                                               | -                                                | -                                                | -                                                | -                                                | 407                                              |
| 1991/92                                          | 31                                               | 35                                               | 27                                               | -                                                | -                                                | 37                                               | 37                                               | 30                                               | -                                                | -                                                | 33                                               | 27                                               | 25                                               | 28                                               | -                                                | 36                                               | 36                                               | 22                                               | -                                                | -                                                | -                                                | -                                                | 404                                              |
| 1992/93                                          | 36                                               | 34                                               | 28                                               | -                                                | -                                                | 31                                               | 36                                               | 27                                               | -                                                | -                                                | 39                                               | 37                                               | 31                                               | -                                                | -                                                | 34                                               | 27                                               | 27                                               | 26                                               | -                                                | -                                                | -                                                | 413                                              |
| 1993/94                                          | 30                                               | 28                                               | 24                                               | 19                                               | -                                                | 36                                               | 35                                               | 28                                               | -                                                | -                                                | 32                                               | 36                                               | 24                                               | -                                                | -                                                | 39                                               | 35                                               | 31                                               | -                                                | -                                                | -                                                | -                                                | 397                                              |
| 1994/95                                          | 30                                               | 28                                               | 25                                               | 29                                               | -                                                | 31                                               | 29                                               | 23                                               | 21                                               | -                                                | 36                                               | 35                                               | 30                                               | -                                                | -                                                | 32                                               | 36                                               | 23                                               | -                                                | -                                                | -                                                | -                                                | 408                                              |
| 1995/96                                          | 31                                               | 26                                               | 25                                               | 25                                               | -                                                | 31                                               | 27                                               | 26                                               | 30                                               | -                                                | 31                                               | 29                                               | 24                                               | 22                                               | -                                                | 35                                               | 34                                               | 23                                               | -                                                | -                                                | -                                                | -                                                | 419                                              |
| Tanév                                            | 9.                                               | 9.                                               | 9.                                               | 9.                                               | 9.                                               | 10.                                              | 10.                                              | 10.                                              | 10.                                              | 10.                                              | 11.                                              | 11.                                              | 11.                                              | 11.                                              | 11.                                              | 12.                                              | 12.                                              | 12.                                              | 12.                                              | 12.                                              | 13.                                              | 13.                                              |                                                  |
| Tanév                                            | A                                                | B                                                | C                                                | D                                                | E                                                | A                                                | B                                                | C                                                | D                                                | E                                                | A                                                | B                                                | C                                                | D                                                | E                                                | A                                                | B                                                | C                                                | D                                                | E                                                | A                                                | E                                                |                                                  |
| 1996/97                                          | 30                                               | 32                                               | 31                                               | 28                                               | -                                                | 31                                               | 28                                               | 25                                               | 25                                               | -                                                | 29                                               | 27                                               | 31                                               | 30                                               | -                                                | 31                                               | 29                                               | 25                                               | 22                                               | -                                                | -                                                | -                                                | 454                                              |
| 1997/98                                          | 33                                               | 34                                               | 30                                               | 33                                               | -                                                | 30                                               | 32                                               | 32                                               | 28                                               | -                                                | 31                                               | 28                                               | 27                                               | 26                                               | -                                                | 31                                               | 27                                               | 30                                               | 26                                               | -                                                | -                                                | -                                                | 478                                              |
| 1998/99                                          | 33                                               | 33                                               | 30                                               | 29                                               | -                                                | 36                                               | 34                                               | 30                                               | 33                                               | -                                                | 29                                               | 32                                               | 29                                               | 28                                               | -                                                | 31                                               | 26                                               | 25                                               | 24                                               | -                                                | -                                                | -                                                | 482                                              |
| 1999/00                                          | 29                                               | 29                                               | 35                                               | 28                                               | -                                                | 32                                               | 33                                               | 31                                               | 30                                               | -                                                | 38                                               | 32                                               | 35                                               | 30                                               | -                                                | 27                                               | 32                                               | 30                                               | 28                                               | -                                                | -                                                | -                                                | 499                                              |
| 2000/01                                          | 32                                               | 28                                               | 32                                               | 30                                               | 23                                               | 29                                               | 29                                               | 35                                               | 28                                               | -                                                | 34                                               | 35                                               | 33                                               | 28                                               | -                                                | 34                                               | 33                                               | 35                                               | 30                                               | -                                                | -                                                | -                                                | 528                                              |
| 2001/02                                          | 25                                               | 30                                               | 35                                               | 35                                               | -                                                | 31                                               | 28                                               | 33                                               | 30                                               | 22                                               | 27                                               | 32                                               | 36                                               | 28                                               | -                                                | 34                                               | 33                                               | 33                                               | 28                                               | -                                                | -                                                | -                                                | 520                                              |
| 2002/03                                          | 26                                               | 31                                               | 31                                               | 33                                               | -                                                | 25                                               | 31                                               | 35                                               | 35                                               | -                                                | 31                                               | 29                                               | 33                                               | 28                                               | 22                                               | 28                                               | 31                                               | 36                                               | 28                                               | -                                                | -                                                | -                                                | 513                                              |
| 2003/04                                          | 31                                               | 35                                               | 34                                               | 34                                               | -                                                | 25                                               | 30                                               | 31                                               | 33                                               | -                                                | 25                                               | 33                                               | 35                                               | 34                                               | -                                                | 31                                               | 29                                               | 34                                               | 26                                               | 22                                               | -                                                | -                                                | 522                                              |
| 2004/05                                          | 29                                               | 33                                               | 30                                               | 31                                               | -                                                | 30                                               | 35                                               | 35                                               | 34                                               | -                                                | 24                                               | 29                                               | 32                                               | 35                                               | -                                                | 24                                               | 33                                               | 30                                               | 34                                               | -                                                | -                                                | 22                                               | 520                                              |
| 2005/06                                          | ?                                                | ?                                                | ?                                                | ?                                                | -                                                | ?                                                | ?                                                | ?                                                | ?                                                | -                                                | ?                                                | ?                                                | ?                                                | ?                                                | -                                                | ?                                                | ?                                                | ?                                                | ?                                                | -                                                | ?                                                | -                                                | ?                                                |
| 2006/07                                          | 33                                               | 34                                               | 32                                               | 34                                               | -                                                | 29                                               | 35                                               | 34                                               | 31                                               | -                                                | 29                                               | 34                                               | 29                                               | 29                                               | -                                                | 29                                               | 35                                               | 32                                               | 33                                               | -                                                | 24                                               | -                                                | 536                                              |
| 2007/08                                          | 29                                               | 30                                               | 32                                               | 30                                               | -                                                | 33                                               | 35                                               | 32                                               | 35                                               | -                                                | 25                                               | 31                                               | 31                                               | 29                                               | -                                                | 27                                               | 34                                               | 28                                               | 29                                               | -                                                | 29                                               | -                                                | 519                                              |
| 2008/09                                          | 25                                               | 36                                               | 32                                               | 39                                               | -                                                | 27                                               | 31                                               | 30                                               | 29                                               | -                                                | 33                                               | 36                                               | 31                                               | 35                                               | -                                                | 24                                               | 31                                               | 31                                               | 35                                               | -                                                | 26                                               | -                                                | 525                                              |
| 2009/10                                          | 35                                               | 35                                               | 32                                               | 35                                               | -                                                | 22                                               | 34                                               | 30                                               | 39                                               | -                                                | 26                                               | 31                                               | 32                                               | 29                                               | -                                                | 31                                               | 36                                               | 31                                               | 35                                               | -                                                | 23                                               | -                                                | 536                                              |
| 2010/11                                          | 26                                               | 34                                               | 33                                               | 35                                               | -                                                | 32                                               | 34                                               | 32                                               | 35                                               | -                                                | 21                                               | 34                                               | 29                                               | 37                                               | -                                                | 26                                               | 31                                               | 32                                               | 28                                               | -                                                | 31                                               | -                                                | 530                                              |
| 2011/12                                          | 34                                               | 24                                               | 37                                               | 31                                               | -                                                | 38                                               | 29                                               | 33                                               | 34                                               | -                                                | 34                                               | 21                                               | 34                                               | 31                                               | -                                                | 35                                               | 26                                               | 33                                               | 27                                               | -                                                | 37                                               | -                                                | 538                                              |
| 2012/13                                          | 30                                               | 34                                               | 35                                               | 33                                               | -                                                | 36                                               | 24                                               | 37                                               | 31                                               | -                                                | 38                                               | 29                                               | 33                                               | 33                                               | -                                                | 34                                               | 21                                               | 34                                               | 33                                               | -                                                | 35                                               | -                                                | 550                                              |
| 2013/14                                          | 31                                               | 30                                               | 36                                               | 35                                               | -                                                | 37                                               | 33                                               | 35                                               | 32                                               | -                                                | 36                                               | 24                                               | 36                                               | 31                                               | -                                                | 38                                               | 29                                               | 32                                               | 33                                               | -                                                | 34                                               | -                                                | 562                                              |
| 2014/15                                          | 29                                               | 29                                               | 36                                               | 35                                               | -                                                | 35                                               | 30                                               | 36                                               | 34                                               | -                                                | 37                                               | 32                                               | 33                                               | 31                                               | -                                                | 36                                               | 24                                               | 37                                               | 31                                               | -                                                | 38                                               | -                                                | 563                                              |
| 2015/16                                          | ?                                                | ?                                                | ?                                                | ?                                                | ?                                                | ?                                                | ?                                                | ?                                                | ?                                                | -                                                | ?                                                | ?                                                | ?                                                | ?                                                | -                                                | ?                                                | ?                                                | ?                                                | ?                                                | -                                                | ?                                                | -                                                | ?                                                |
| 2016/17                                          | 27                                               | 36                                               | 34                                               | 38                                               | -                                                | 29                                               | 34                                               | 29                                               | 34                                               | 35                                               | 22                                               | 26                                               | 34                                               | 35                                               | -                                                | 29                                               | 36                                               | 33                                               | 36                                               | -                                                | 30                                               | -                                                | 587                                              |

## Galéria

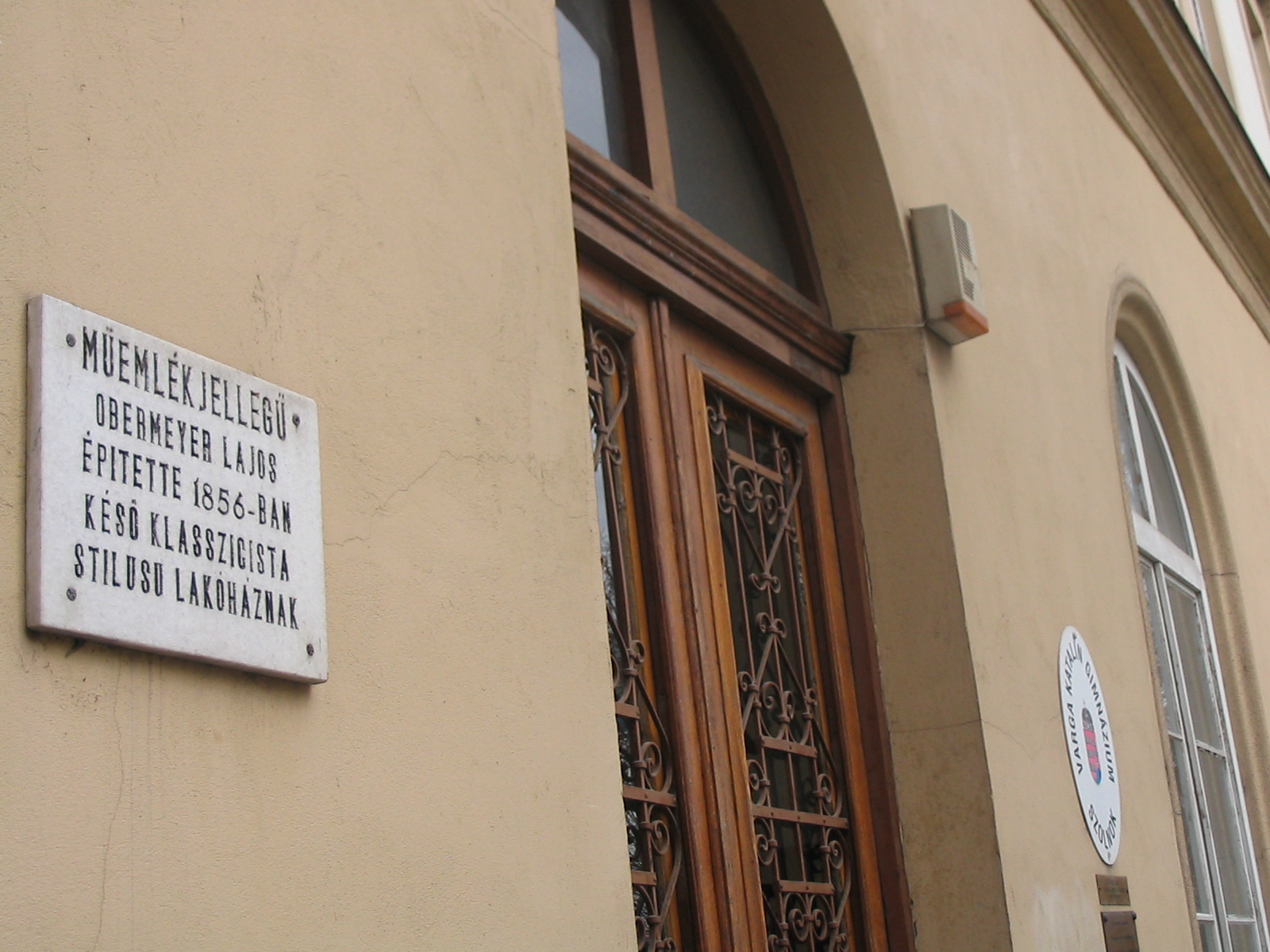
A főbejárat
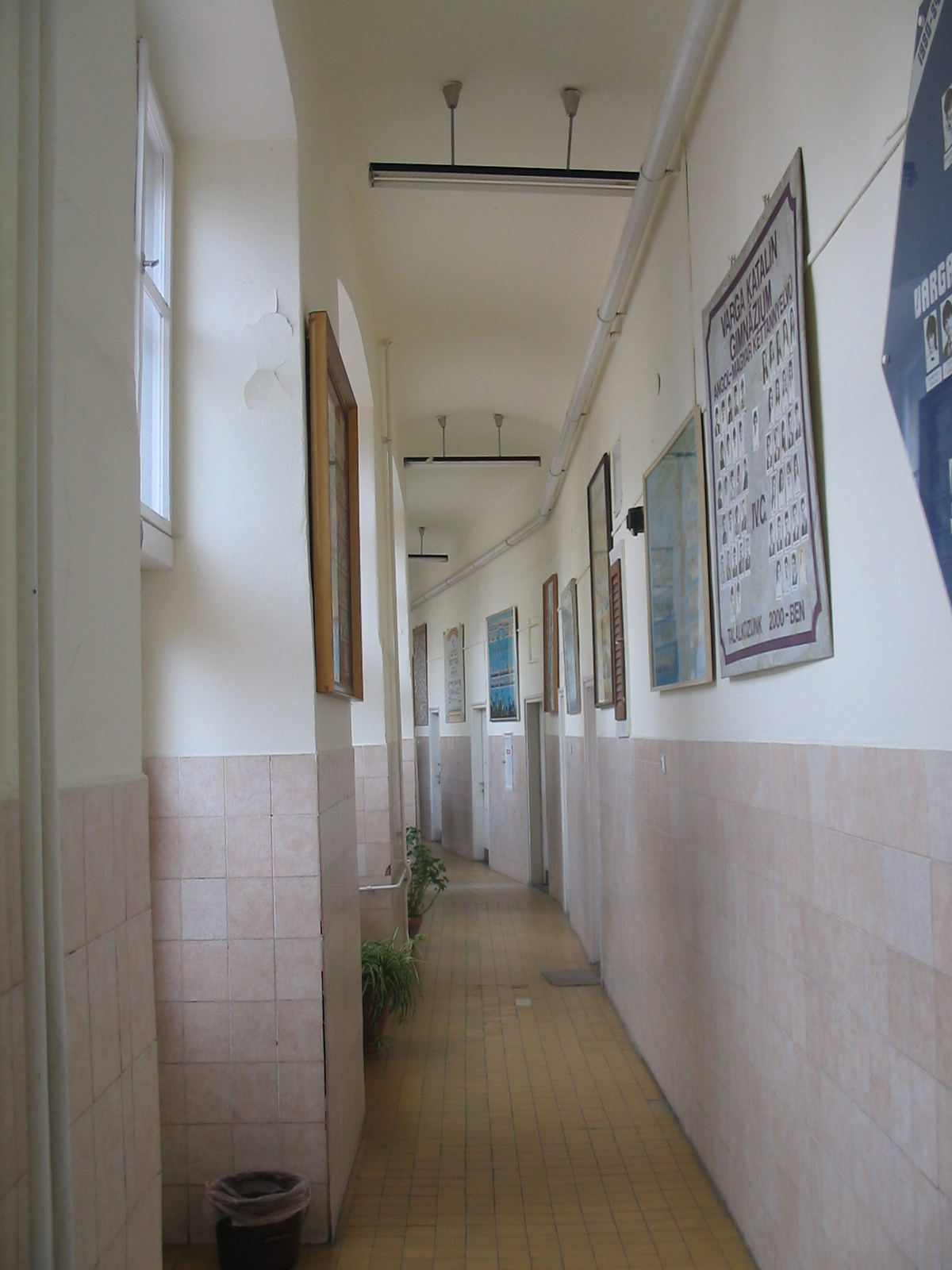
A régi szárny földszinti folyosója
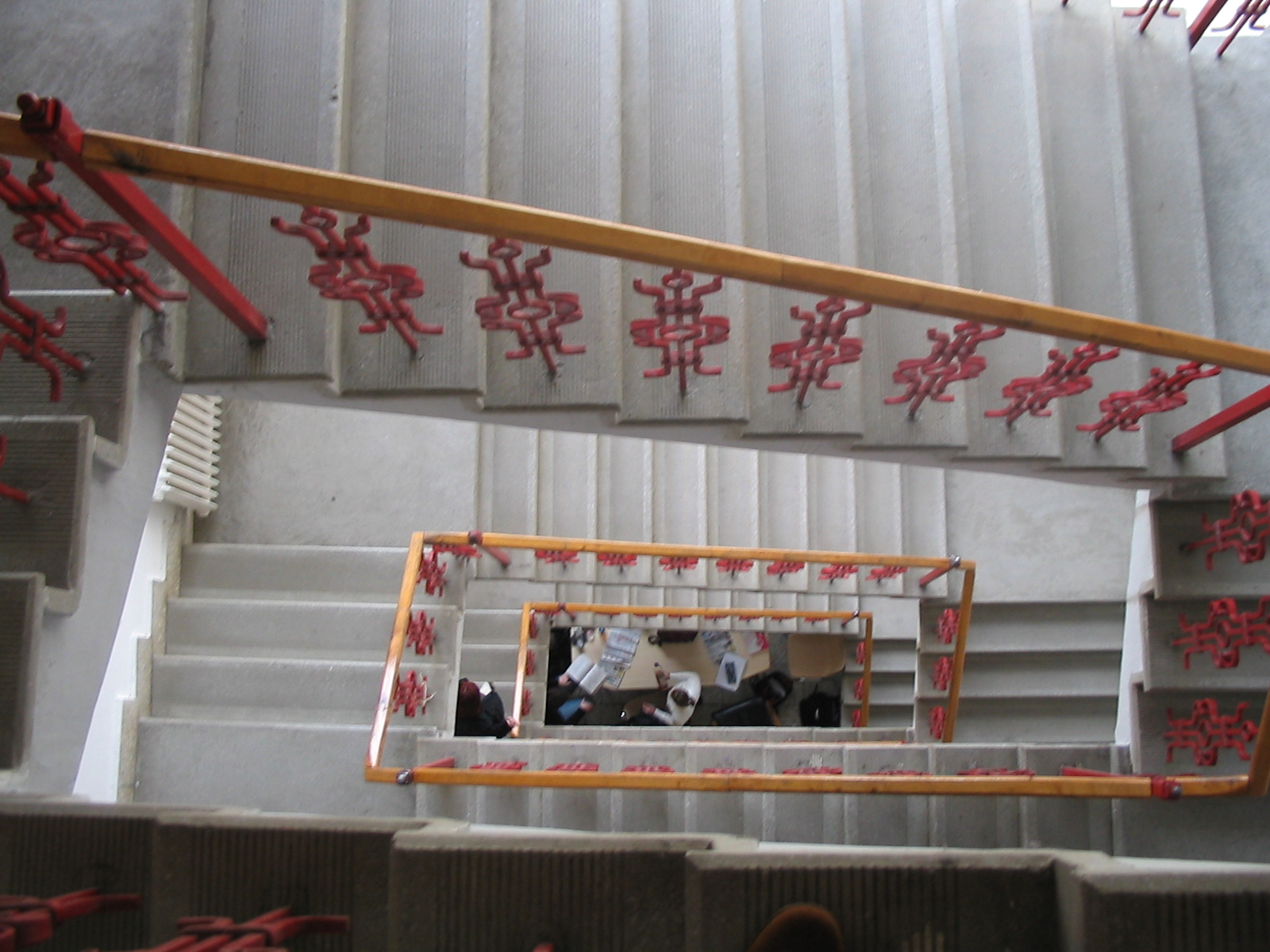
Az új szárny lépcsőháza
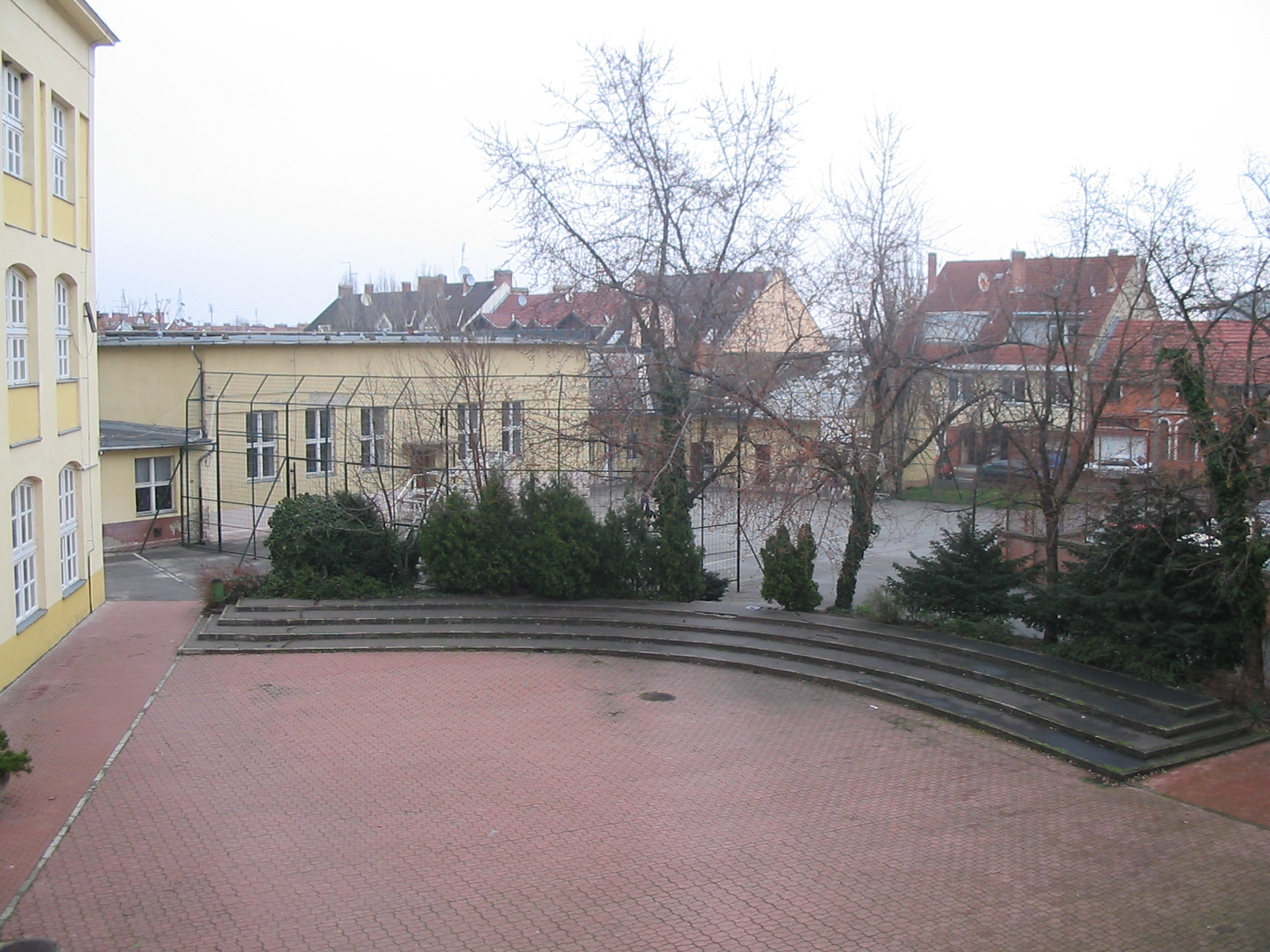
Az iskolaudvar

### A felsorolt intézmények honlapjai
1. ↑  Az Albert Einstein Gymnasium honlapja (német nyelven). [2009. május 3-i dátummal az eredetiből archiválva]. (Hozzáférés: 2009. június 10.)
2. ↑  A Vaskivuoren lukio honlapja (finn nyelven). (Hozzáférés: 2009. június 10.)
3. ↑  A Vámbéry Ármin Gimnázium honlapja. (Hozzáférés: 2009. június 10.)
4. ↑  Az Atlantic College honlapja (angol nyelven). [2009. február 28-i dátummal az eredetiből archiválva]. (Hozzáférés: 2009. június 10.)
5. ↑  A Concordia University honlapja (angol nyelven). (Hozzáférés: 2009. június 10.)
6. ↑  A Kent School of English honlapja. [2009. május 22-i dátummal az eredetiből archiválva]. (Hozzáférés: 2009. június 10.)
7. ↑  A Gould Academy honlapja (angol nyelven). [2009. augusztus 26-i dátummal az eredetiből archiválva]. (Hozzáférés: 2009. június 10.)
8. ↑  A Kilwinning Academy honlapja (angol nyelven). [2012. október 19-i dátummal az eredetiből archiválva]. (Hozzáférés: 2009. június 10.)
9. ↑  A bruggei Immaculata Instituut honlapja (flamand nyelven). (Hozzáférés: 2009. június 10.)
10. ↑  A Växjö Katedralskola honlapja (svéd nyelven). [2009. március 21-i dátummal az eredetiből archiválva]. (Hozzáférés: 2009. június 10.)
11. ↑  A Shoham High School honlapja (héber nyelven). [2009. április 26-i dátummal az eredetiből archiválva]. (Hozzáférés: 2009. június 10.)
12. ↑  A Kopernik Liceum honlapja (lengyel nyelven). [2009. május 24-i dátummal az eredetiből archiválva]. (Hozzáférés: 2009. június 10.)
13. ↑  A Niftarlake College honlapja (holland nyelven). [2011. július 20-i dátummal az eredetiből archiválva]. (Hozzáférés: 2009. június 14.)
14. ↑  Az Ecole Européenne de Bruxelles I honlapja (francia nyelven). (Hozzáférés: 2009. június 13.)
15. ↑  A Theresianische Akademie Wien honlapja (német nyelven). [2009. szeptember 25-i dátummal az eredetiből archiválva]. (Hozzáférés: 2009. október 14.)
16. ↑  A Hilda-Gymnasium Koblenz honlapja (német nyelven). (Hozzáférés: 2009. október 14.)
17. ↑  Az Euroscola honlapja (angol nyelven). [2009. április 14-i dátummal az eredetiből archiválva]. (Hozzáférés: 2009. június 12.)
18. ↑  Judza város tanácsának honlapja (japán nyelven). [2010. április 16-i dátummal az eredetiből archiválva]. (Hozzáférés: 2009. június 10.)